# Monety krzyżackie

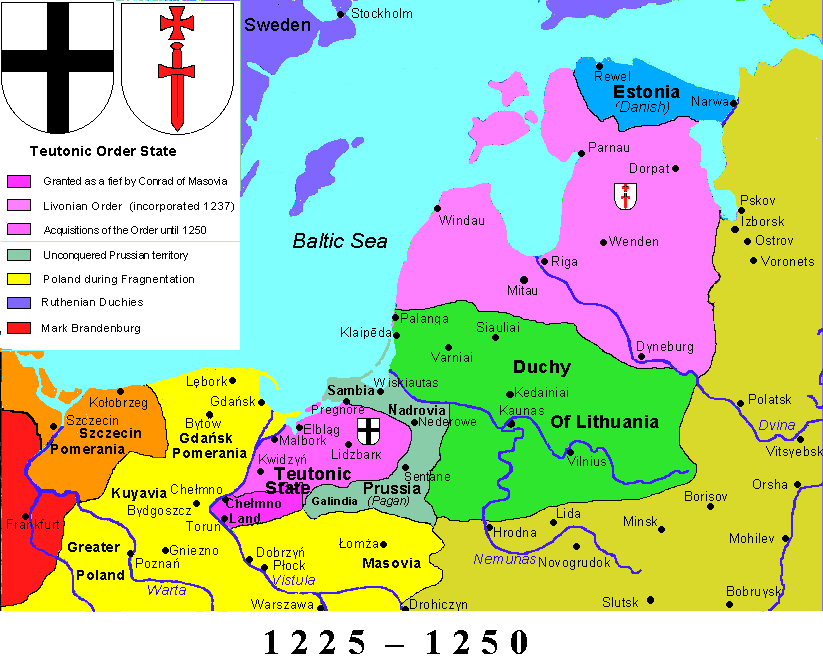
Lata 1225–1250, Łotwa jako ziemie niemieckiego zakonu kawalerów mieczowych

Monety krzyżackie – zakon krzyżacki bił własne monety. Najstarsza mennica znajdowała się w Toruniu, w poł. XIV wieku powstała kolejna w Elblągu, pod koniec XIV wieku doszły jeszcze Gdańsk i Malbork. Podstawą była grzywna pruska równa 180 gramom srebra. Grzywna pruska dzieliła się na: 4 wiardunki, 24 skojce, 45 półskojcy, 60 szelągów, 180 kwartników lub 720 denarów. Sporadycznie bito również złote dukaty. Za jedną grzywnę pruską można było kupić np. krowę.

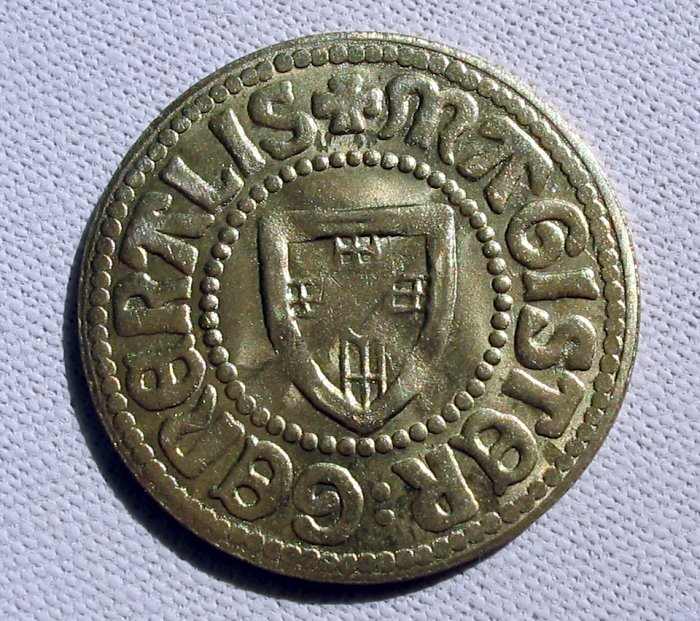
Kwartnik krzyżacki (rekonstrukcja) – (awers) z tarczą zakonną wielkiego mistrza

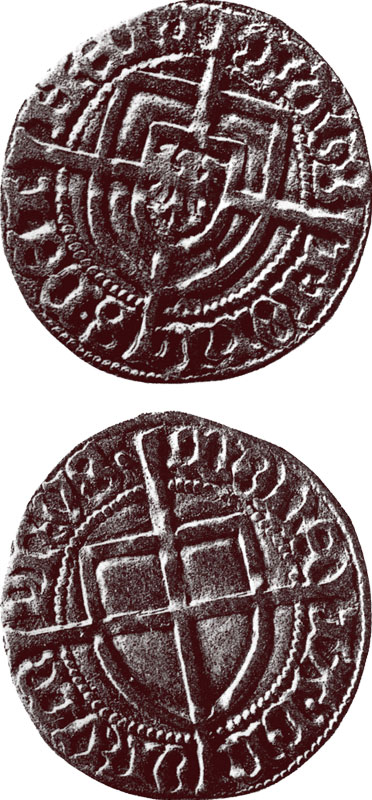
Grosz

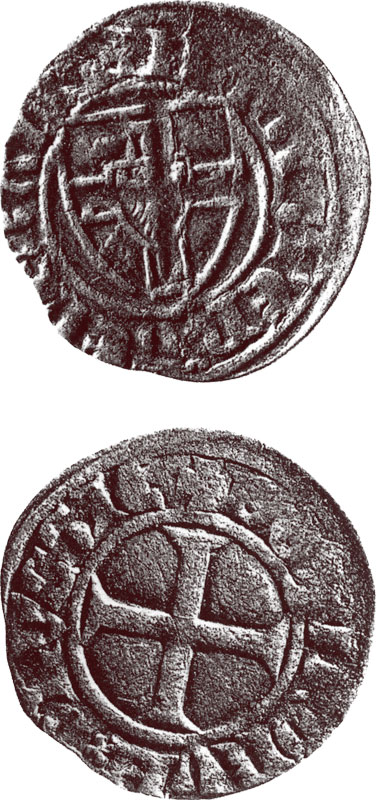
Kwartnik

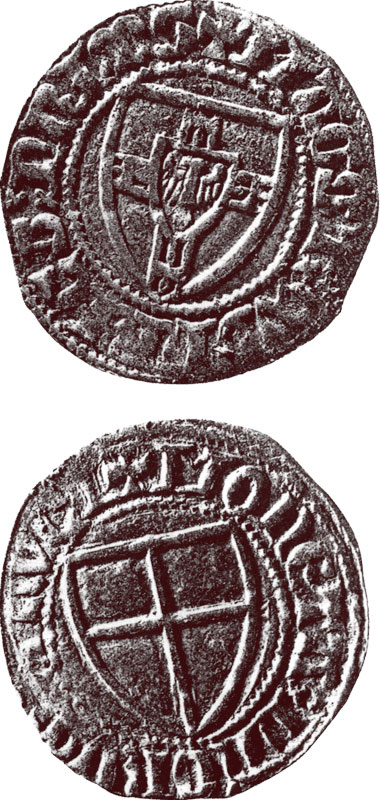
Szeląg

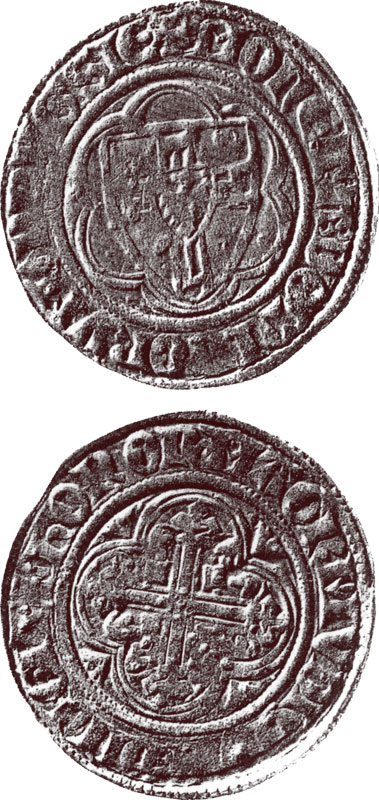
Półskojec

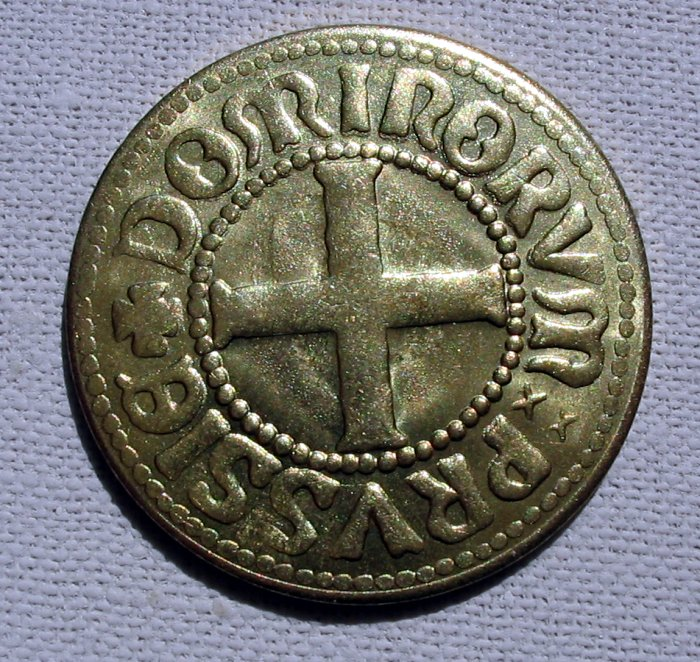
Kwartnik krzyżacki (rekonstrukcja) – (rewers) z zakonnym krzyżem równoramiennym

## Stosunki mennicze
Zakon krzyżacki, otrzymując w lenno w 1226 roku ziemię chełmińską z nadania Konrada mazowieckiego, już w 1230 roku uzyskał zrzeczenie się praw menniczych, wcześniej fałszując i zatwierdzając tak sfałszowane nadania u cesarza Fryderyka II. Na podstawie uzyskanych przy pomocy fałszerstw praw menniczych zakon, lokując Chełmno i Toruń w 1233 roku w przywilejach lokacyjnych, określił zasady bicia monety zakonnej.
Nowa moneta została określona mianem denara chełmińskiego, z własną stopą menniczą, gdzie 5 denarów chełmińskich miało równać się l denarowi kolońskiemu. Właściwą monetę wybijano z grzywny chełmińskiej, której wagę związano z grzywną piastowską i wyliczono na około 180 g. Krzyżacy ustalili też, że wymiana monety odbywać się będzie nie częściej niż raz na 10 lat.
- Główna mennica została otwarta w Toruniu, w jakiś czas po lokacji miasta w 1233 roku, nie później niż 1238 roku, gdy wzmianka o monecie zakonnej pojawia się w traktacie zawartym pomiędzy Władysławem Odoniczem a zakonem.
- Drugą otwarto w Elblągu na podstawie przywileju lokacyjnego, wkrótce po 1246 roku.
- Kolejna powstała w Królewcu, po lokacji miasta w 1255 roku. Mennica ta działała stosunkowo krótko, zapewne nie dłużej niż do lat 80. XIII wieku.
- Po podboju Gdańska i Pomorza Wschodniego w 1308 i 1309 roku, Krzyżacy zatwierdzili u cesarza Henryka VII swoje prawa do zagrabionych ziem, wraz prawem do bicia monety. Prawo mennicze dla nowych ziem uzyskali już w 1311 roku, a swoje uprawnienia mennicze do bicia monety w Gdańsku potwierdzili aktem nowej lokacji Gdańska w 1343 roku.
- Po przeniesieniu stolicy do Malborka, za panowania Wielkiego Mistrza Konrad V von Jungingen (1393-1407) uruchomiono tam kolejną mennicę.

## Zakon krzyżacki

### Brakteaty
Mennice krzyżackie wybijały do 1360 roku srebrne denary o średnicy około 15 milimetrów. Była to moneta niema. Ich waga spadła do poziomu 0,2 grama. Monety te były główną monetą ubogiej części mieszkańców Prus.
Pierwszy opisał i zdefiniował brakteaty krzyżackie F.A. Vossberg w połowie XIX wieku, które opracował Emil Waschinski w 1934 roku, ustalając ich pełną typologię i wyznaczając wstępną chronologię. Marian Gumowski uzupełnił liczbę wariantów stempli w oparciu o polskie zbiory. Waschinski za podstawę wydzielenia brakteatów krzyżackich przyjął ich charakterystyczny wygląd, przypominający miseczkę lub guzik a związany z techniką ich wybicia oraz symbolika chrześcijańska, nawiązująca do misji, z jaką przybyli rycerze zakonni do Prus.

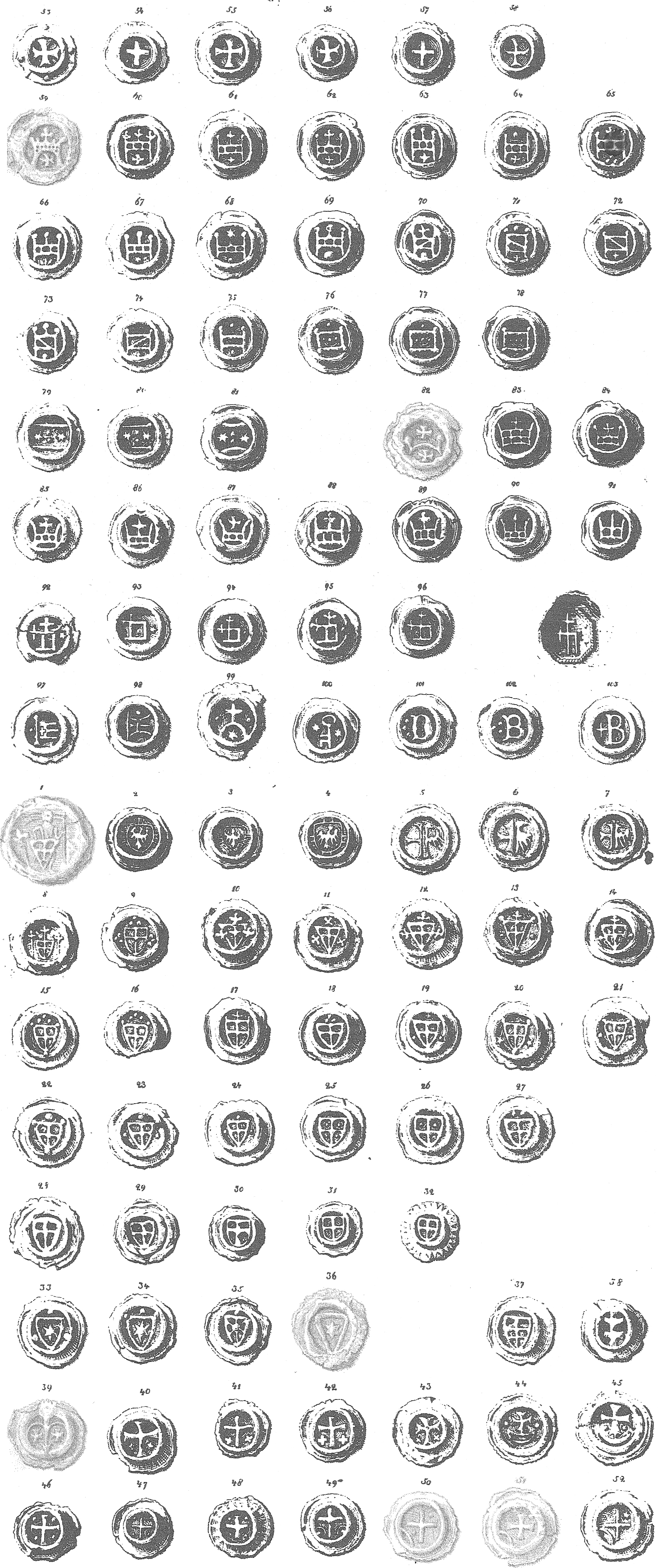
Brakeaty krzyżackie

Co do niektórych typów nadal trwa spór o ich krzyżacką proweniencję. W latach 1250–1294, uprawnienia mennicze posiadali: Sambor II, Racibor; Świętopełk II, Warcisław II, Mściwoj II, namiestnicy władający Pomorzem w imieniu Przemysła II, Władysława, czy czeskich Przemyślidów, w tym książęta inowrocławscy. Dodatkowo uprawnień menniczych możemy się spodziewać wśród klasztorów cysterskich w Łeknie, Oliwie czy Żarnowcu. Swoją monetę wybijali też zapewne biskupi włocławscy i warmińscy. Także rozdrobnienie feudalne przyległych do zakonu księstw polskich poszerzało krąg emitentów naśladujących monety krzyżackie. Zatem na obszarze bezpośrednio przyległym do państwa zakonnego istniało wiele potencjalnych ośrodków menniczych, które bijąc własną monetę były pod wpływem monety zakonnej, tak pod względem stopy, jak i techniki.

### MonetyWinrich von Kniprode
W Toruniu wybijano cienkie jednostronne brakteaty – denary przedstawiająca pierwotnie rycerza krzyżackiego z tarczą i proporczykiem, później sam proporzec, następnie krzyż lub tarczę. Winrich von Kniprode przeprowadził reformę monetarną latach 70 XIV wieku.
Odtąd bito dwustronne Półskojce, skojce, które teraz stały się główną jednostką płatniczą.
Półskojcec
- awers: MONETA: DOMINORVM: PRVSSIE+
- rewers: HONOR. MAGRI: IVDICIUM: DILIGIT+

Skojec

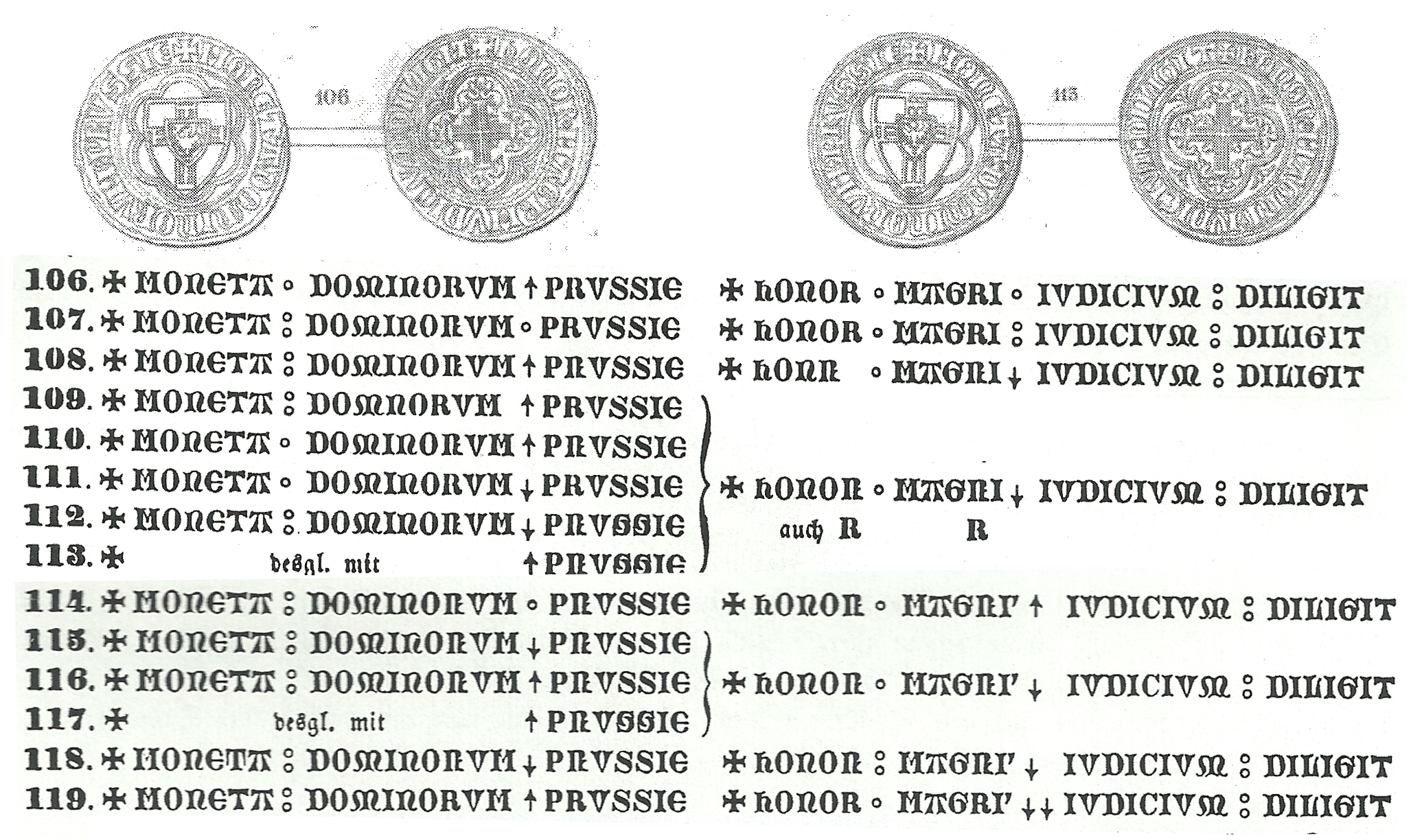
Odmiany półskojców z odmianami

- awers – tarczę wielkiego mistrza z napisem w otoku: „MAGISTER WYNRICVS PRIMVS” gotykiem
- rewers – tarczę krzyżacką z napisem w otoku: „MONETA DNORVM PRVCIE” gotykiem

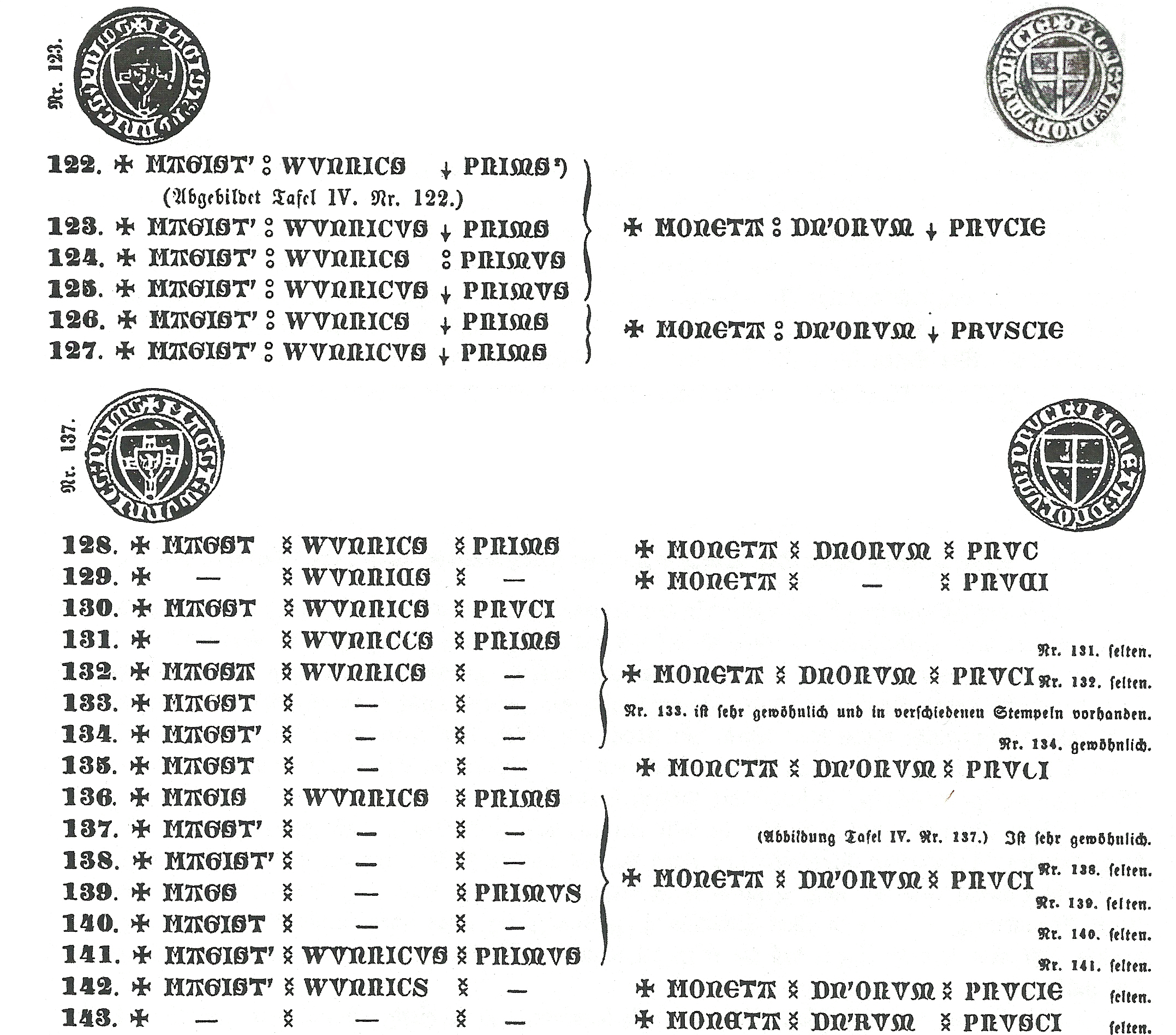
Odmiany skojców

z odmianami

### MonetyKonrad III Zöllner von Rotenstein
Skojec
- awers – tarczę wielkiego mistrza z napisem w otoku: „MAGISTER CONRADVS PRIMVS” gotykiem
- rewers – tarczę krzyżacką z napisem w otoku: „MONETA DNORVM PRVCIE” gotykiem

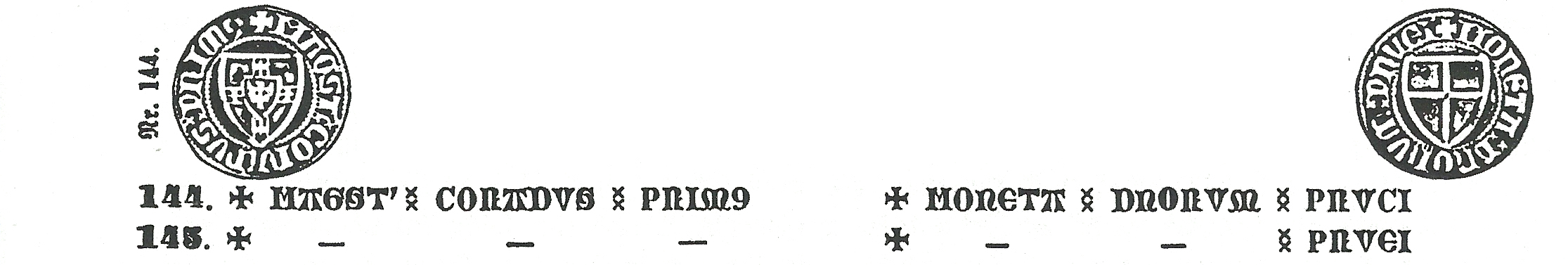

### MonetyKonrad V von Jungingen
Siedzibami mennic gdzie bito monety krzyżackie był Toruń, Malbork, Elbląg. W Gdańsku, kiedy zakon stał u szczytu swej potęgi, nie było mennicy.

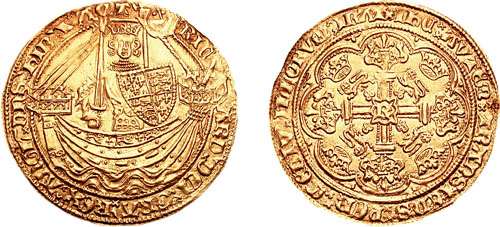
Nobel zwany rosenoblem

W 1393 r. zawinęła do portu gdańskiego duża flota handlowa po zboże dla wygłodzonej wojną i nieurodzajem Anglii. Za zboże płacili Anglicy za łaszt po 9-12 grzywien w złocie rosenoblami, zwanymi tak od róży pieczętnej. Ładując blisko 300 okrętów płacili ogromne sumy, w dużej części na rachunek zakonu, który rozwijał własny handel. Rosenoble nie odpowiadały miejscowej walucie, ani licznym wówczas w obiegu złotym dukatom węgierskim i stąd powstał zamiar przekucia angielskiego złota na dukaty pruskie o stopie węgierskiej i założenia w tym celu nowej specjalnej mennicy w Gdańsku. Zaangażowany mincerz Dietz Mynlein z Koburga w Turyngii przybył do Gdańska już w 1394 r. i stąd pisał do swych przyjaciół w Wiedniu co następuje:

(...) „Ślę moje przyjacielskie usługi i przyjacielom moim podaję do wiadomości, jak to już Wittych Etzenfeld z pewnością Wam oznajmił, gdyż był właśnie w Koburgu, jakem się do Prus wybierał, że Wielki Mistrz przysłał do mnie posłów i okazał się wielce łaskawym, bym mu zorganizował mennicę złotą i srebrną i to w ten sposób, by ta złota mennica wybijała dukaty co do wagi i dobroci równe dukatom węgierskim tak, aby każdy brał je na równi z węgierskimi. Ugodziłem się też z Wielkim Mistrzem, że z dochodów menniczych otrzymam przy złocie 1/4, a przy srebrze 1/10 i że przy tej pracy zostanę do końca zycia nieusuwalny(...) tłumaczenie za Marian Gumowski Mennica Gdańska

.
Zorganizowana przez Mynleina mennica produkowała w Gdańsku złote dukaty i srebrne szelągi.
Dukaty nie dochowały się do naszych czasów, poniższy ich opis opiera się na relacji Grunau’a.
- Aw. Postać wielkiego mistrza w zbroi i płaszczu z rękami na tarczy i mieczu, w otoku napis: CONRADVS TERCIVS MAGISTER GENERALIS.
- Rw. Tarcza wielkiego mistrza i napis: MONETA AVREA DOMINORVM PRVSSIE

Dukaty te miały prawdopodobnie 23,5 karata złota i średnicę 22 mm, 3,5 grama wagi i szły po 30 skojców. Nie ma śladu, aby biły je inne mennice, posiadające prawo bicia srebrnych szelągów.
Szelągi

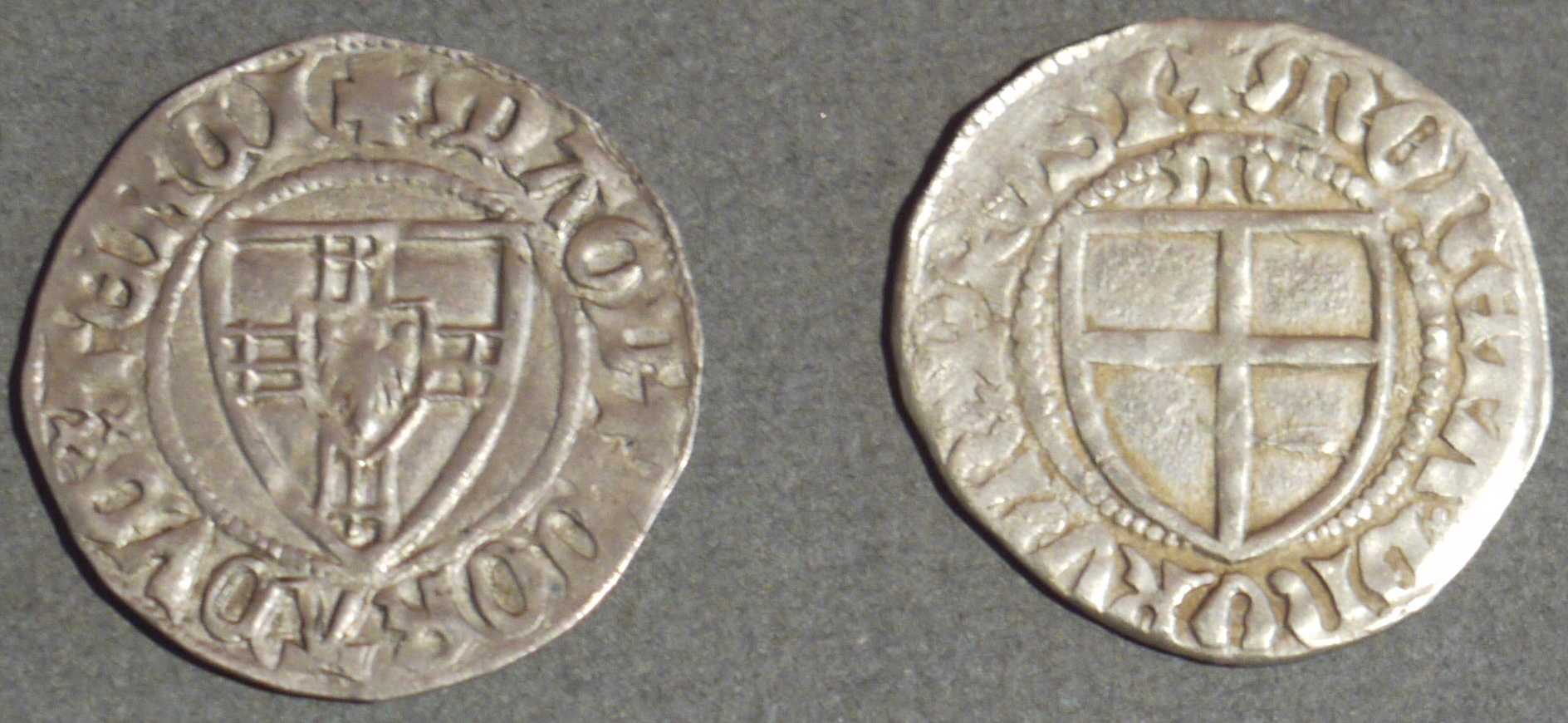
Szeląg

- Aw. Tarcza mistrzowska i napis w otoku gotykiem: MAG1ST' CONRADVS’TERCIVS
- Rw. Tarcza zakonna i napis w otoku gotykiem: + MONETA DNORVM PRVCIE (moneta panów pruskich)

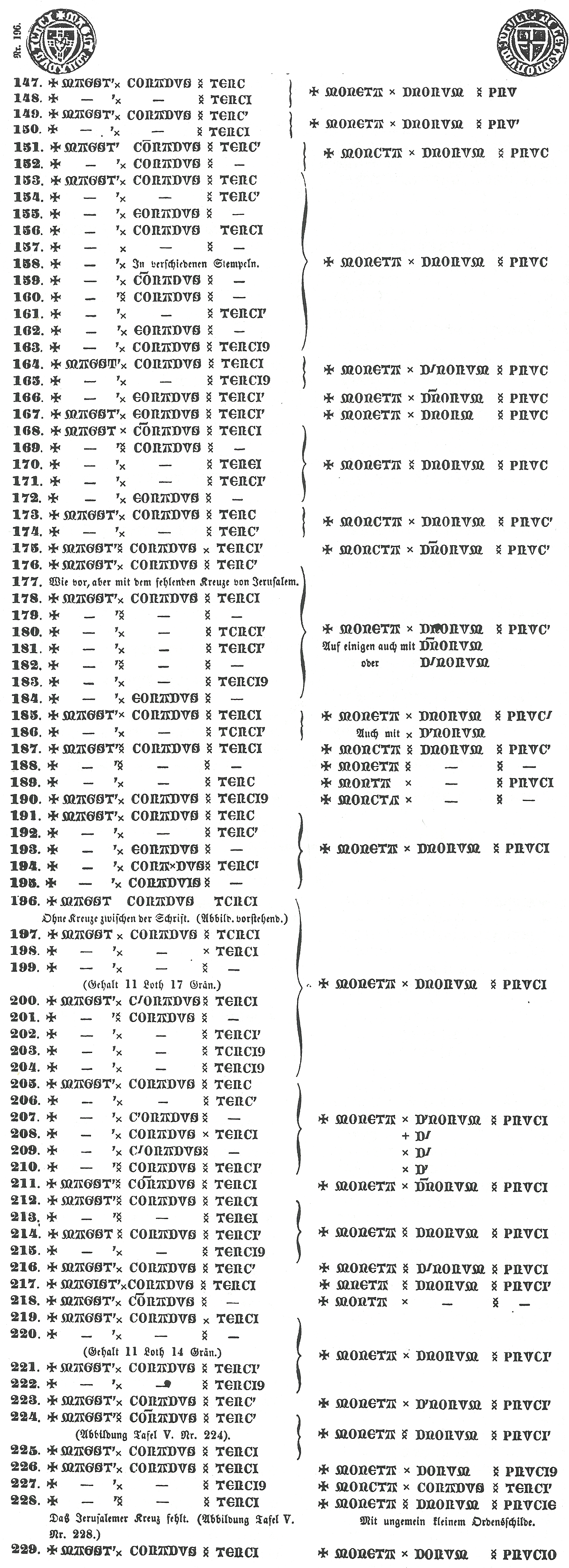

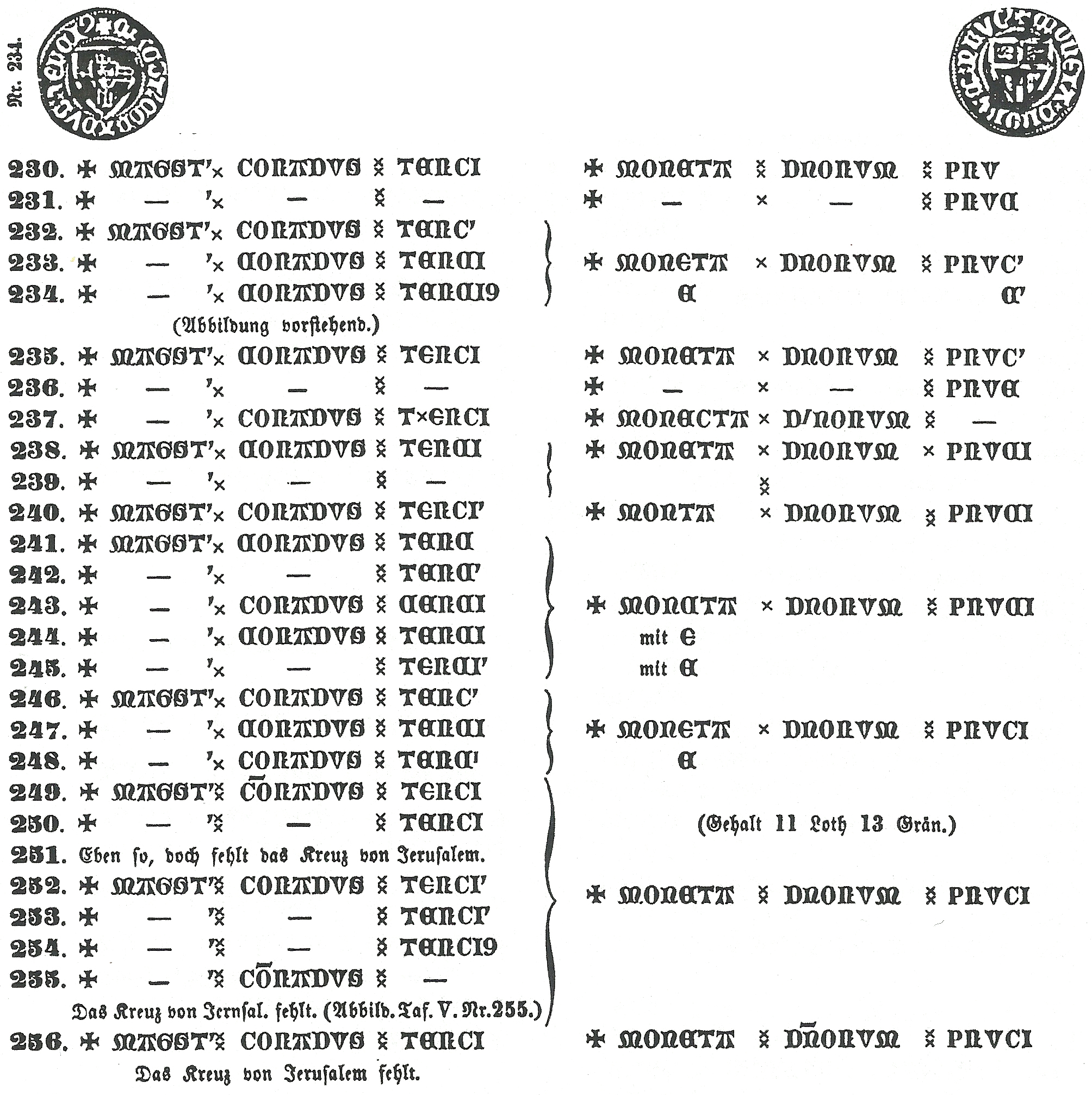

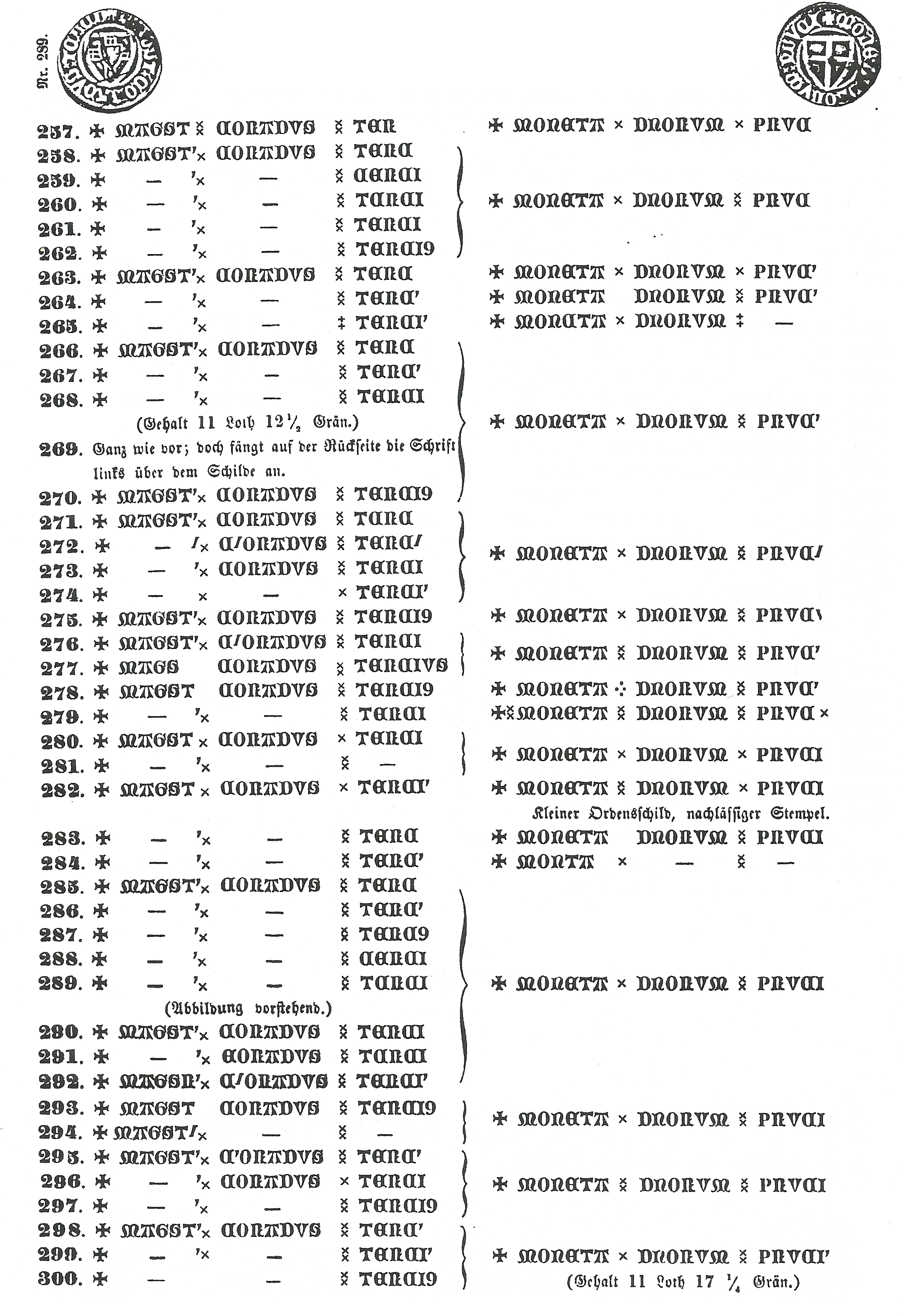

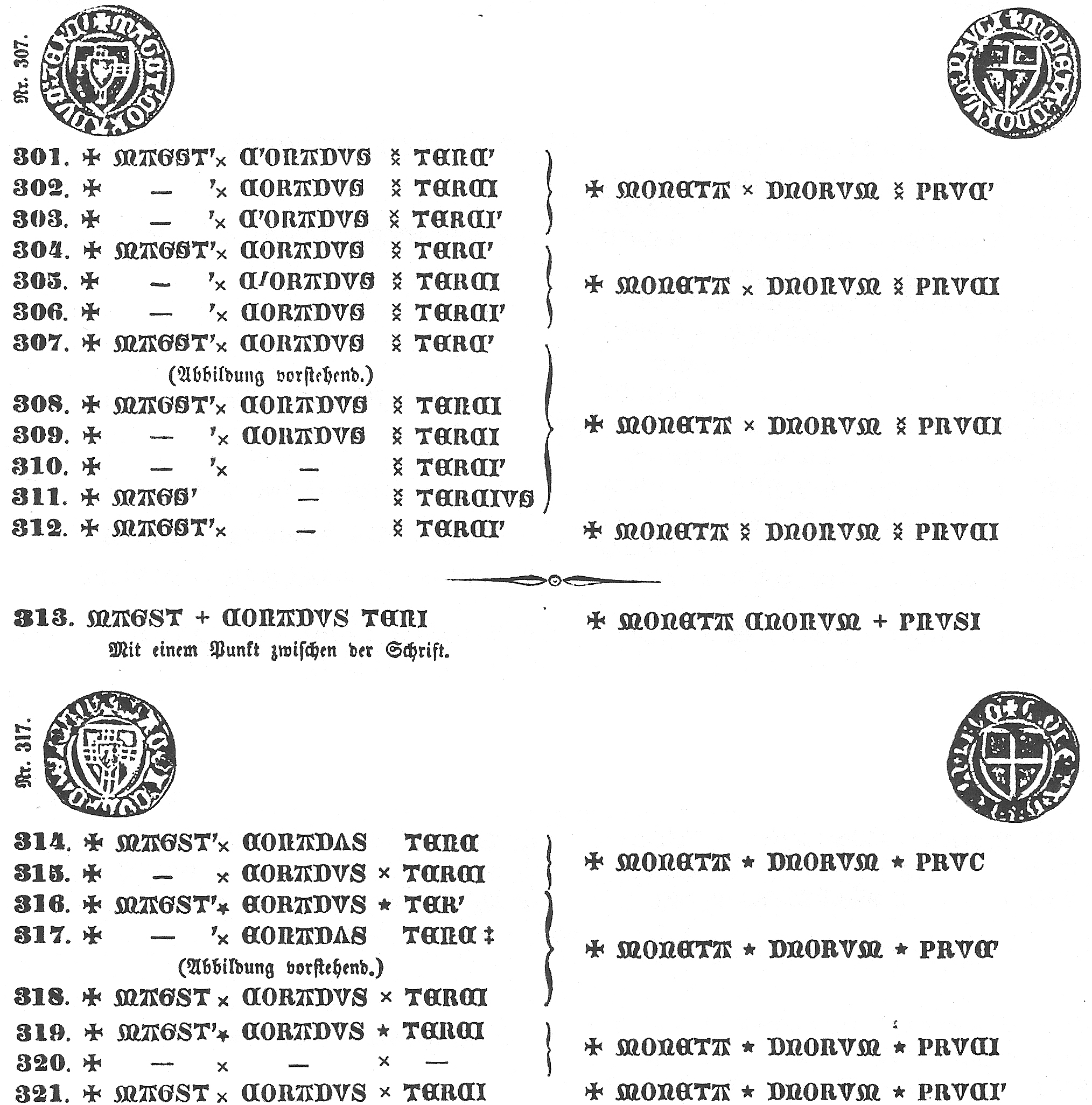

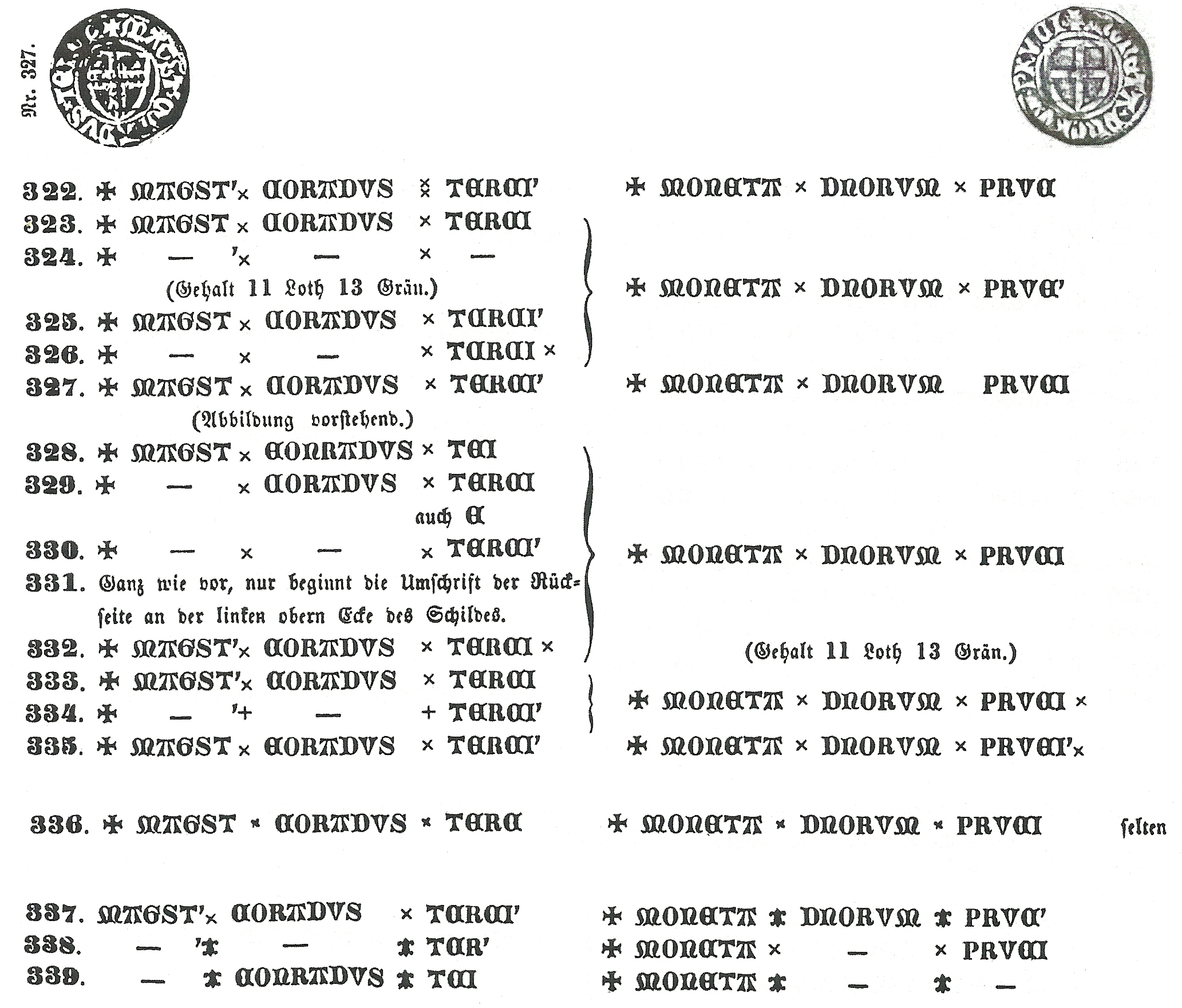

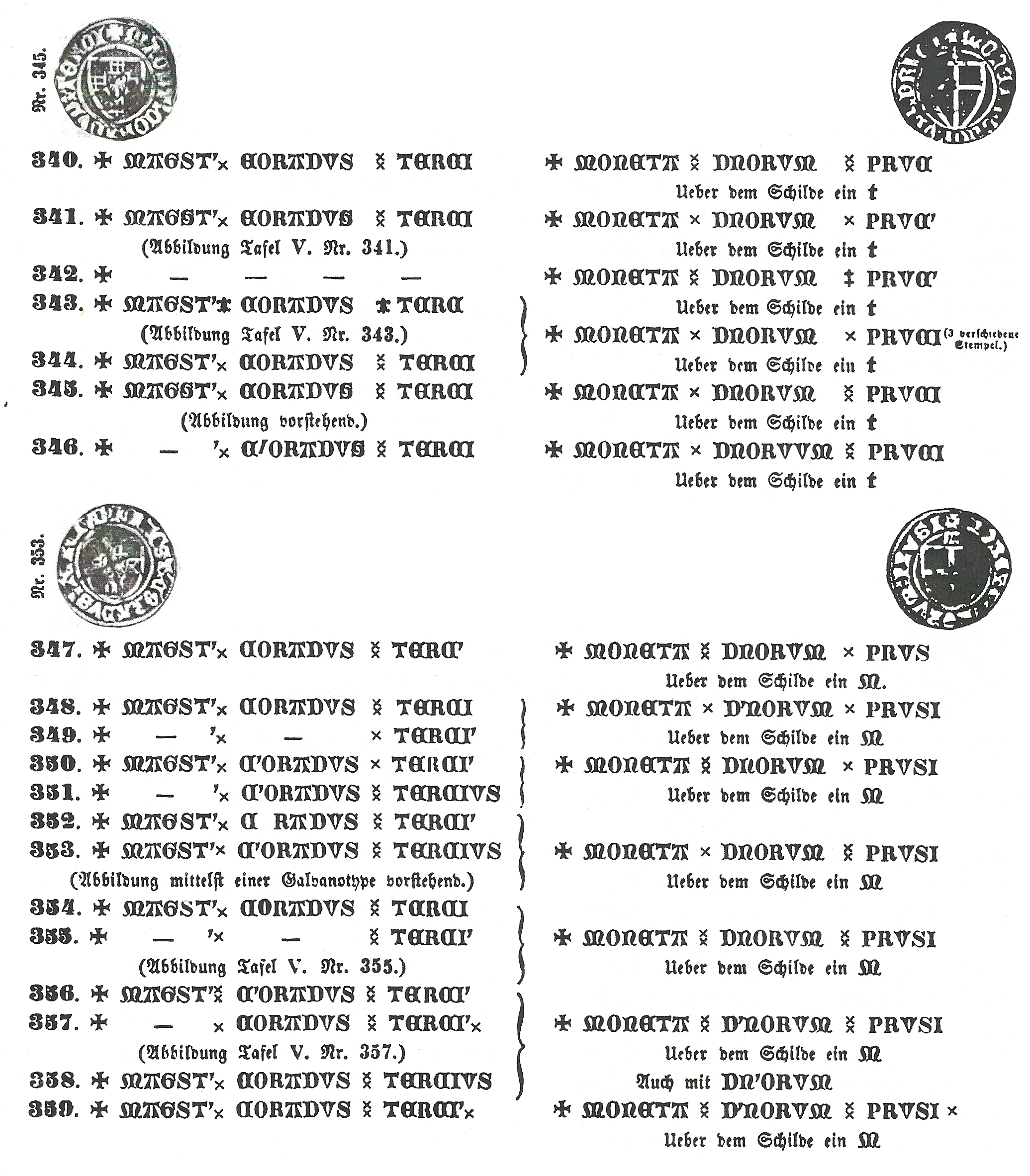

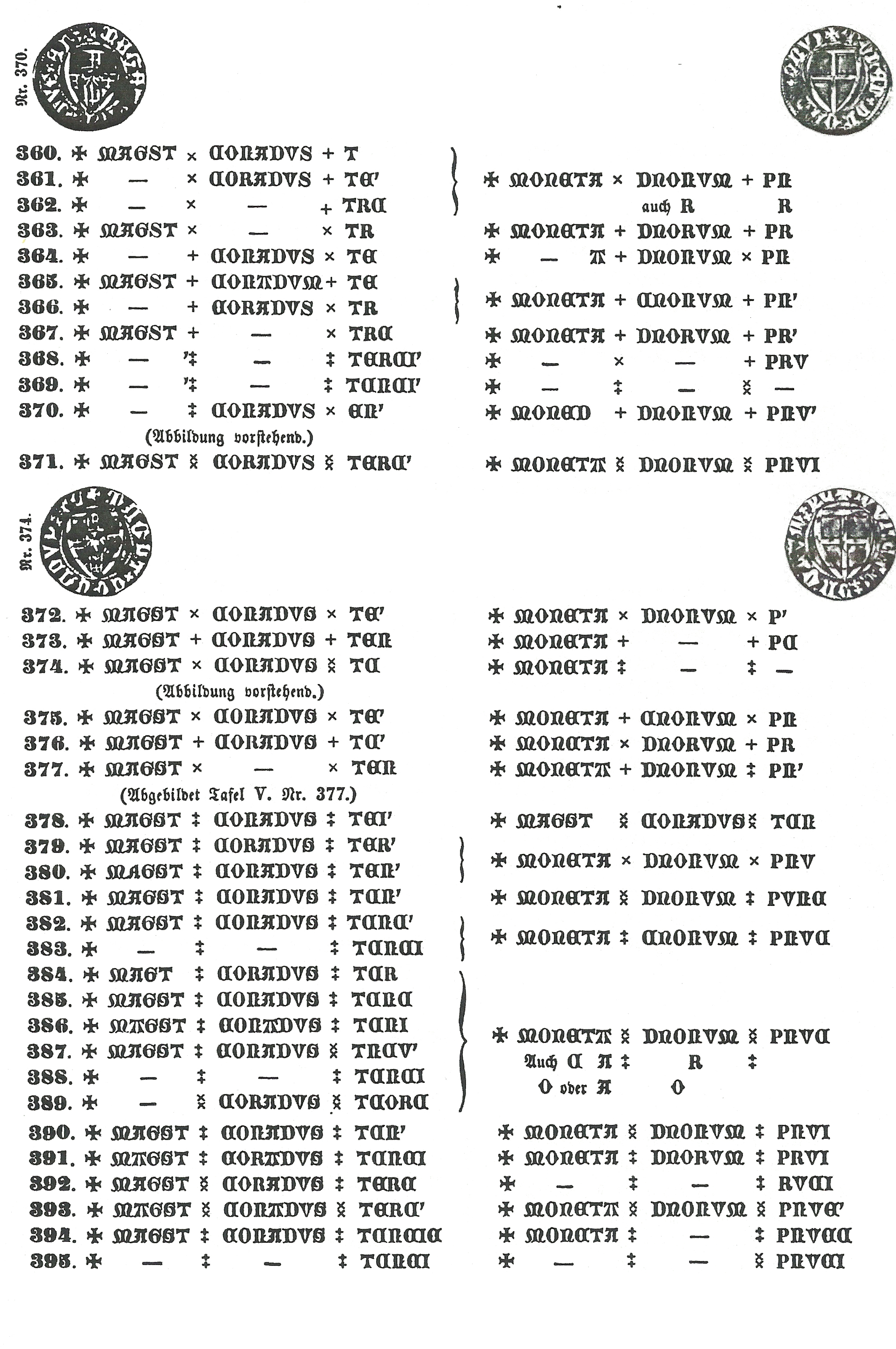

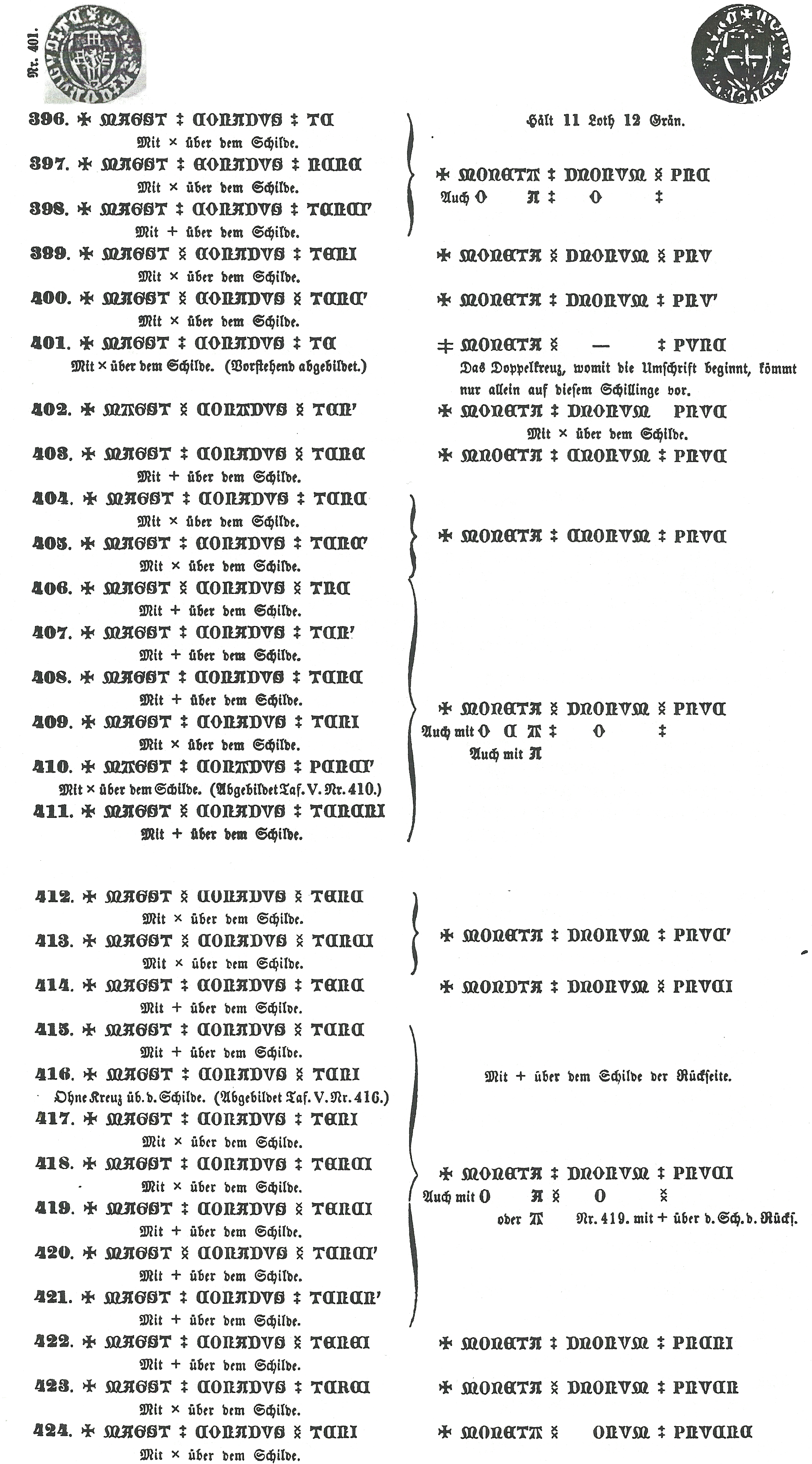

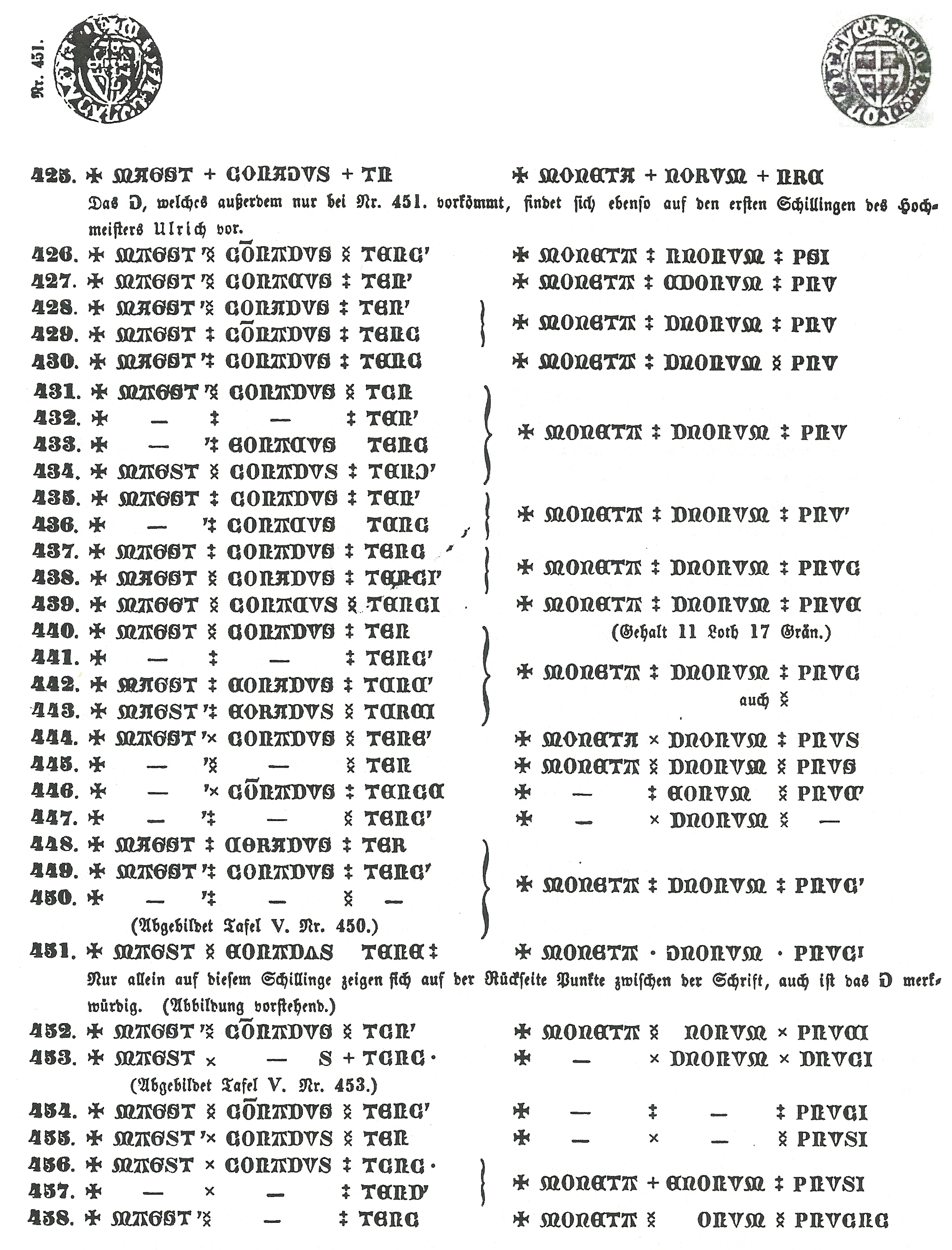

Szelągi takie miały 20 mm średnicy, wagę przeciętną 1,63 g i srebro 12 próby. Bito je na podstawie ordynacji menniczej Winrych von Kniprode z 1380 roku, obowiązującej mennice w Toruniu i Malborku. Niektóre jej odmiany nosiły nad tarczą znaki literowe T (- Toruń) i M (- Malbork). Znaków Gdańska nie wykryto. Vossberg naliczył tych odmian wraz z okazami bez literowymi 340 sztuk.

### MonetyUlrich von Jungingen
Dietz Mynlein kierował zakonną mennicą w Gdańsku: złotą prawdopodobnie do wyczerpania złota angielskiego, srebrną natomiast on, czy jego następca, prowadzili dalej także za rządów Ulryka von Jungingen (1407-1410).
Szeląg

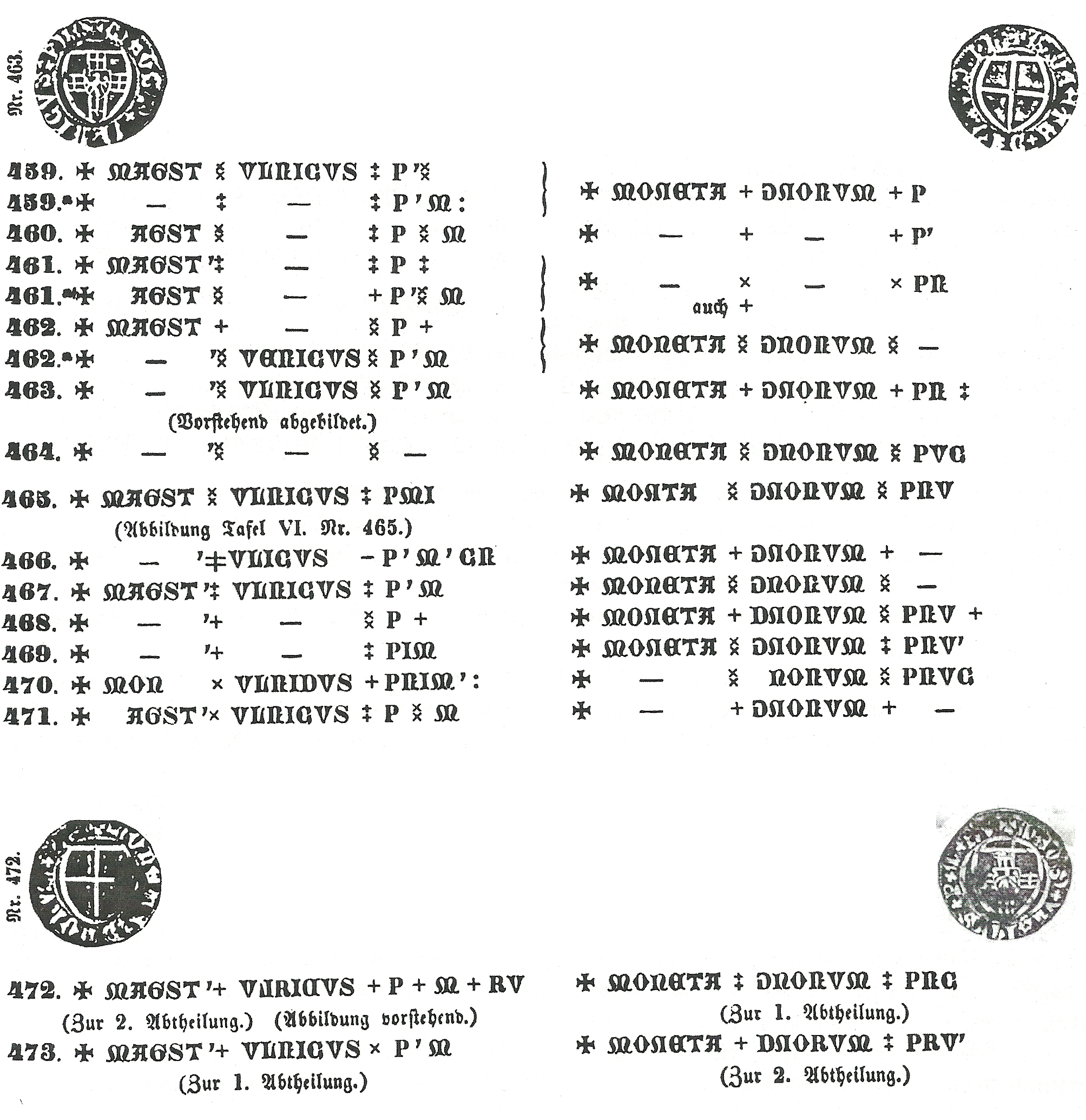

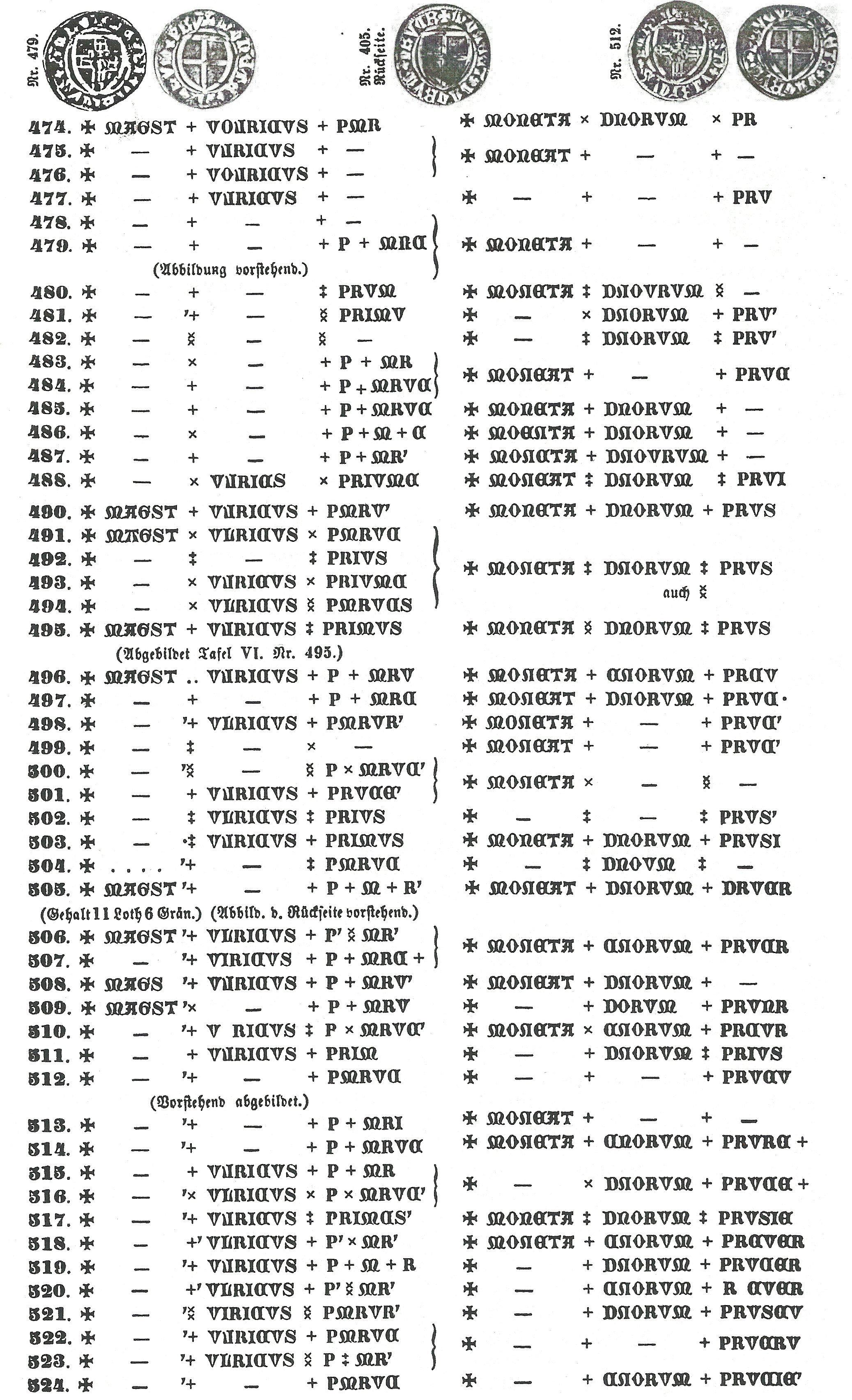

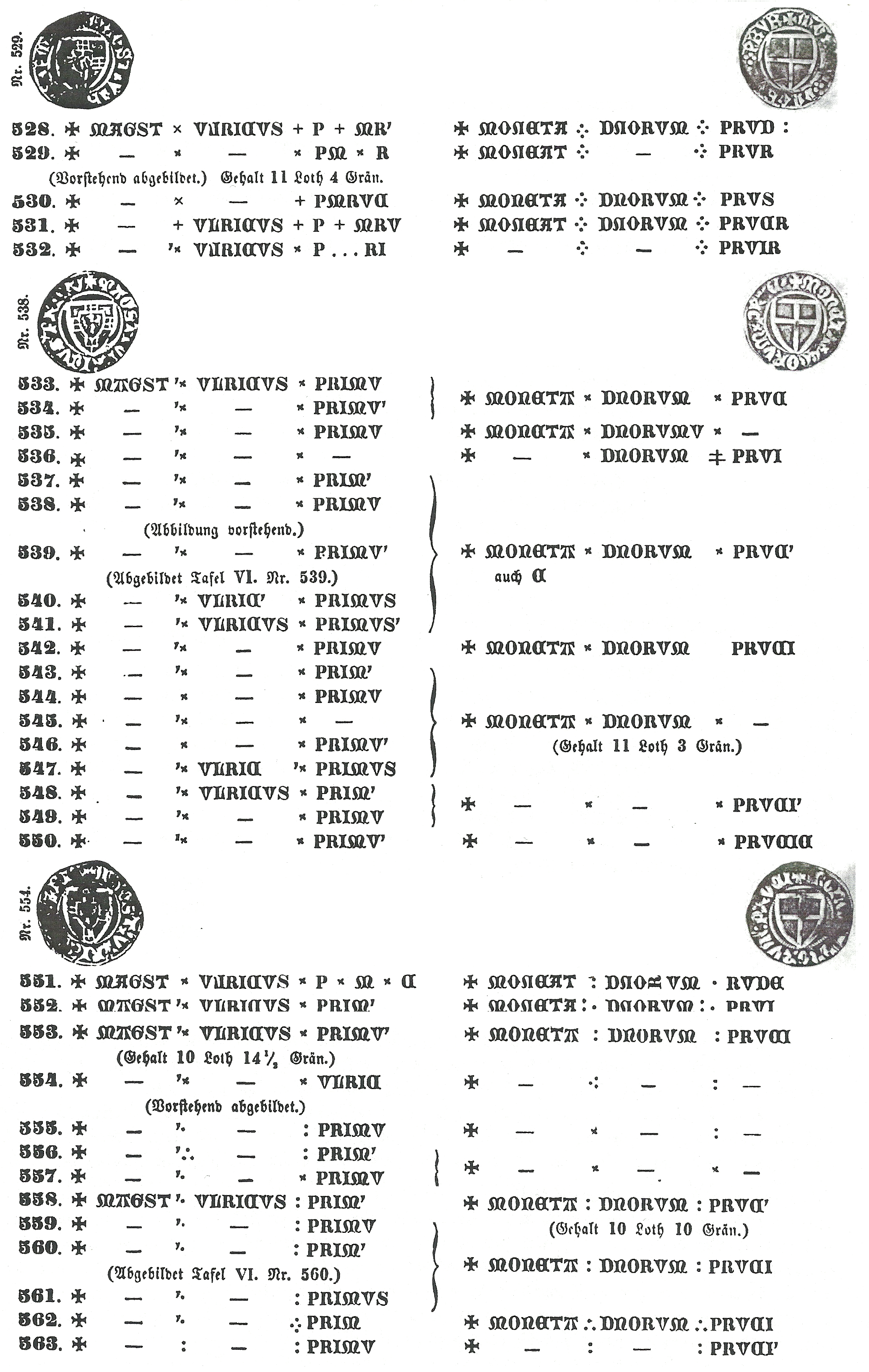

Brak znaków menniczych i poza różnicami w interpunkcji napisów. Pewnym jest istnienie mennicy zakonnej w Gdańsku.

### MonetyHeinrich V von Plauen
Po bitwie grunwaldzkiej i klęsce Krzyżaków, posłowie miast i stanów pruskich udali się z hołdem do obozu zwycięskiego Władysława Jagiełły. Gdańsk uzyskał zgodę króla między innymi na prawo bicia monety miejskiej złotej i srebrnej, wartością odpowiadającej dotychczasowej obiegowej monecie.
Gdy Krzyżacy wrócili do miasta, wznowili działalność swej mennicy w Gdańsku zwłaszcza że Toruń przejściowo znalazł się w ręku polskim, zaś Malbork został spalony przy oblężeniu zamku. W roli mincerza występuje w tym czasie niejaki Benedykt Pfennig, rajca miejski. Uzyskał on polecenie nowego mistrza Henryka von Plauen obniżenia stopy menniczej, dewaloryzacji monety i podniesienia dochodu z mennicy na pokrycie należnej Polsce kontrybucji.
Zachowane z tego czasu srebrne i złote monety różnią się stemplem – szelągi mają przeważnie inicjał gdańskiej mennicy D (- DANTISCUM), dukaty wraz z częścią szelągów nie mają tych inicjałów i mogą być wybite przez mennice w Toruniu i Malborku, uruchomione po rozejmie.
Szelągi:
- Aw. Tarcza mistrzowska
- Rw. Tarcza zakonna, nad nią litera D z napisem w otokach

Dukaty

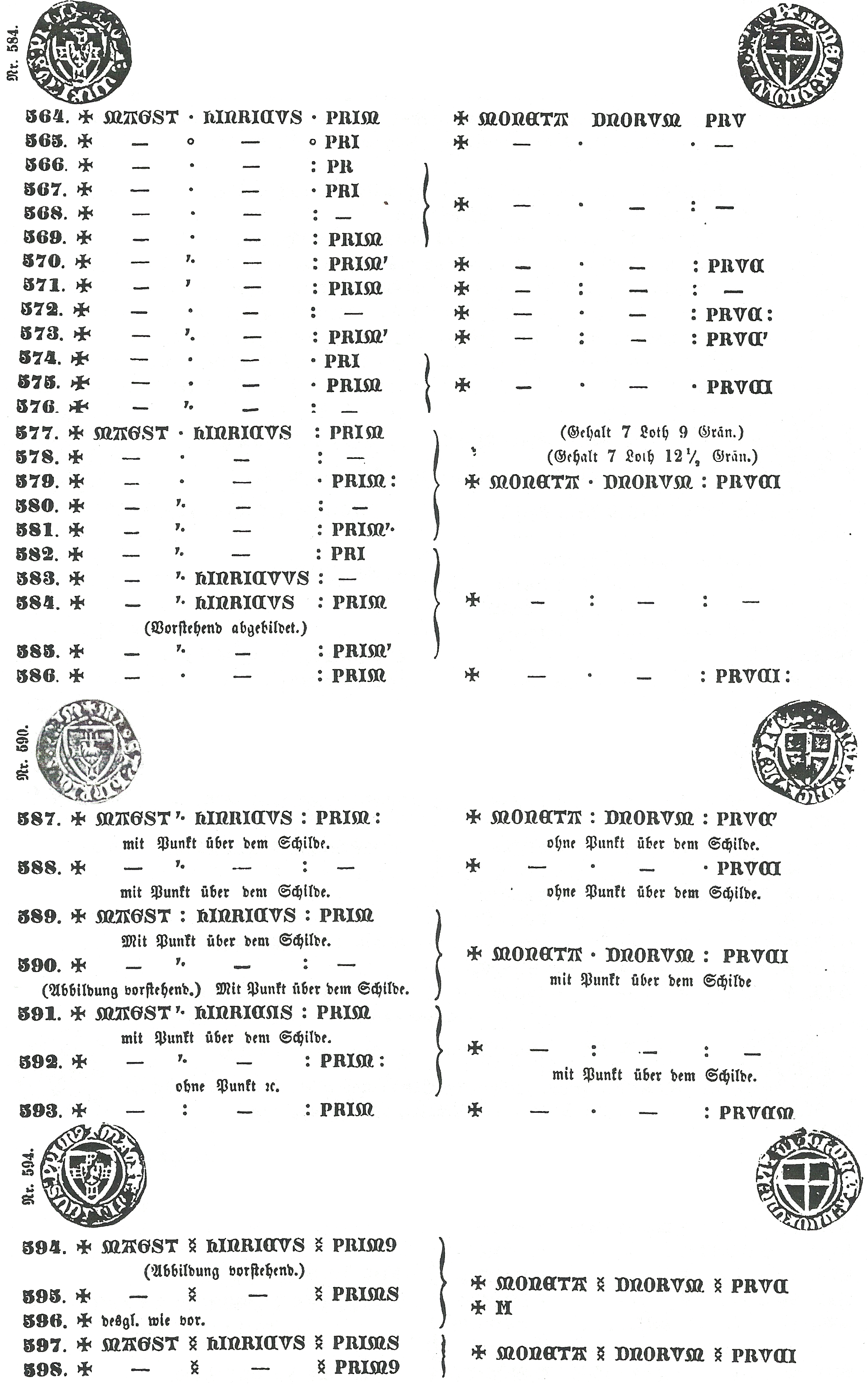

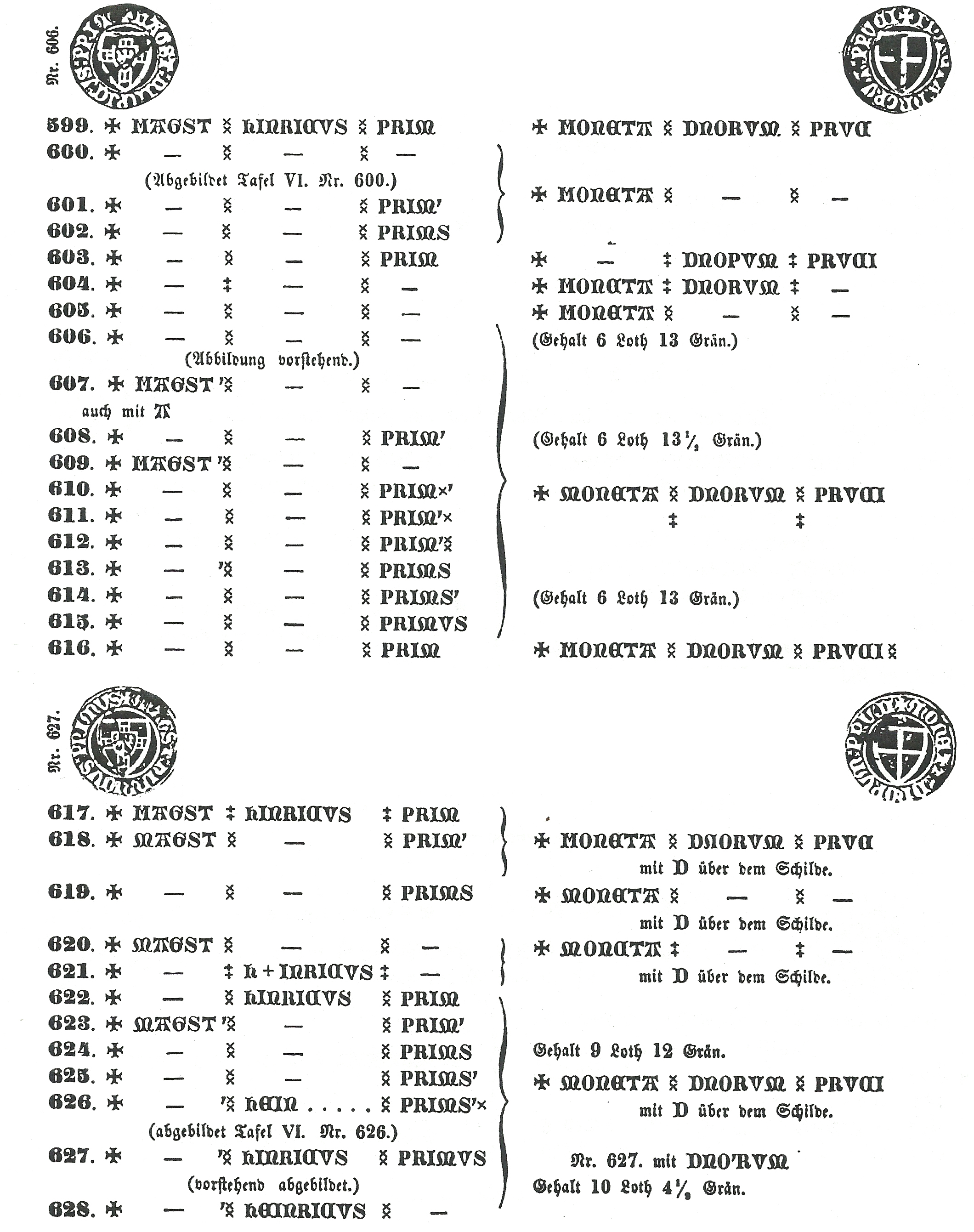

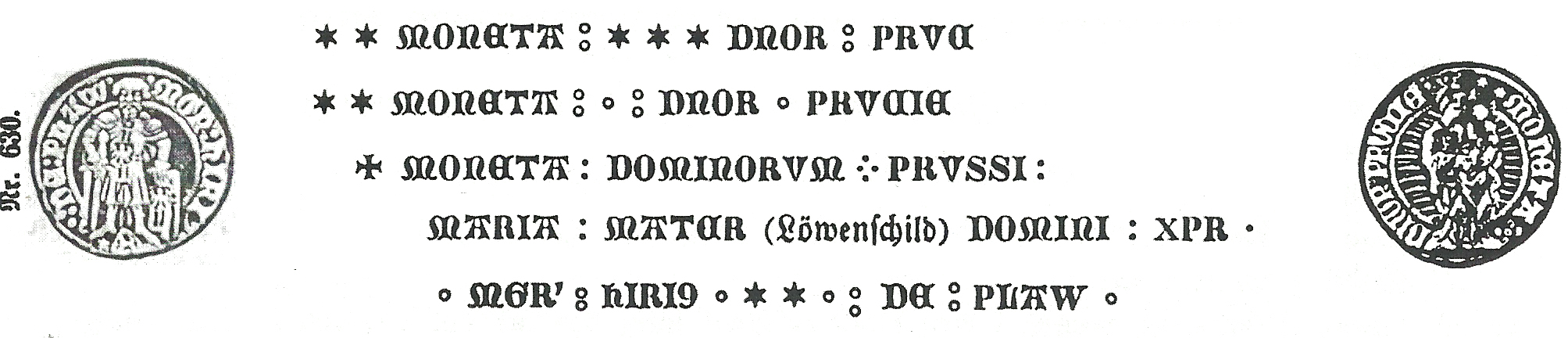

Mają one srebro przeciętnie 10 próby; o pół łuta niższą od szeląga poprzedników Ulryka von Jungingen, o trzy natomiast łuty mniejszą od szelągów tegoż Henryka von Plauen bez cechy gdańskiej, czyli pochodzących z innych miast zakonnych. Obniżenia wartości monety zakonnej, wywołane klęską wojenną, doprowadziło do opozycji ludności miejskiej i braci zakonnych. Henryk von Plauen zrezygnował z godności wielkiego mistrza.

### MonetyHerman Gans
Komtur elbląski Herman Gans tytułem namiestnika, w zarządzeniu swym z 11 września 1413 r. zabronił pod groźbą sankcji karnych płacić za grzywnę czystego srebra dla potrzeb mennicy nie więcej, jak trzy grzywny szelągów (3 × 60), zakazywał gromadzenia pieniędzy bez zezwolenia minncerzy zakonnych, zaś niemających zezwolenia zobowiązywał do sprzedaży swych zasobów mennicom lub osobom upoważnionym.

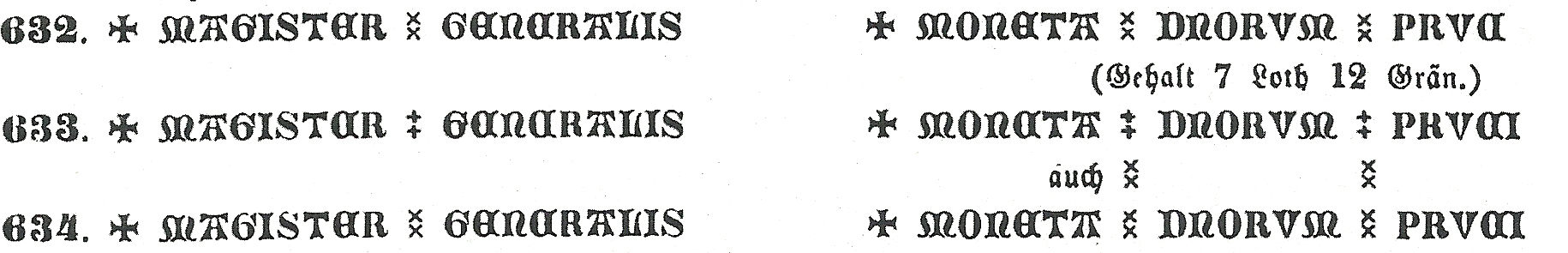

Pochodzące z tego okresu szelągi mają następujące znamiona:
- Aw. Tarcza wielkiego mistrza
- Rw. Tarcza zakonna, nad nią litera D (Gdańsk) i napisy w otokach.

Miały 20 mm średnicy, srebro 7,5 próby i dawały z grzywny brutto 117 sztuk, z grzywny zaś czystego srebra 245 sztuk. Nie podawały imienia wielkiego mistrza. Mennica toruńska w tym czasie nie biła szelągów, albo była nieczynna, gdyż monet jej stempla nie spotykamy

### MonetyMichael Küchmeister von Sternberg
Utrzymał z początku metody swoich poprzedników i bił pod swoim imieniem w Gdańsku następujące szelągi:
Szelągi miały 7 próbę, a więc gorszą od poprzednich o pół funta, na grzywnę wagi szło ich wprawdzie 113 sztuk, ale z grzywny czystego srebra wybijano już 261 szt. O podobnym rysunku, bez znaków literowych i gorsze, gdyż 6 próby. Mogły one pochodzić z mennicy toruńskiej.

#### Kryzys monetarny
Przyczyną były wzmożone zbrojenia zakonne i wybieranie z mennicy coraz to większych dochodów. Aby opłacać wojska najemne wielki mistrz polecał przetapiać na monety złote i srebrne puchary biesiadne, srebrne klucze mistrzowskie i przedmioty sztuki oraz zaciągnąć pożyczki w podległych miastach.
Wybijane w tych warunkach szelągi zewnętrznie niczym prawie nie różniły się od wcześniejszych, ale w metalu wykazywały zaniżoną do 3-4 łutów próbę srebra i wyższy wskaźnik – 125,5 sztuk na grzywnę wagi i 479,5 sztuk na grzywnę czystego srebra.
Vossberg wykrył wśród nich l12 odmian, z braku jednak znaków menniczych niepodobna odróżnić produkcji gdańskiej od toruńskiej.

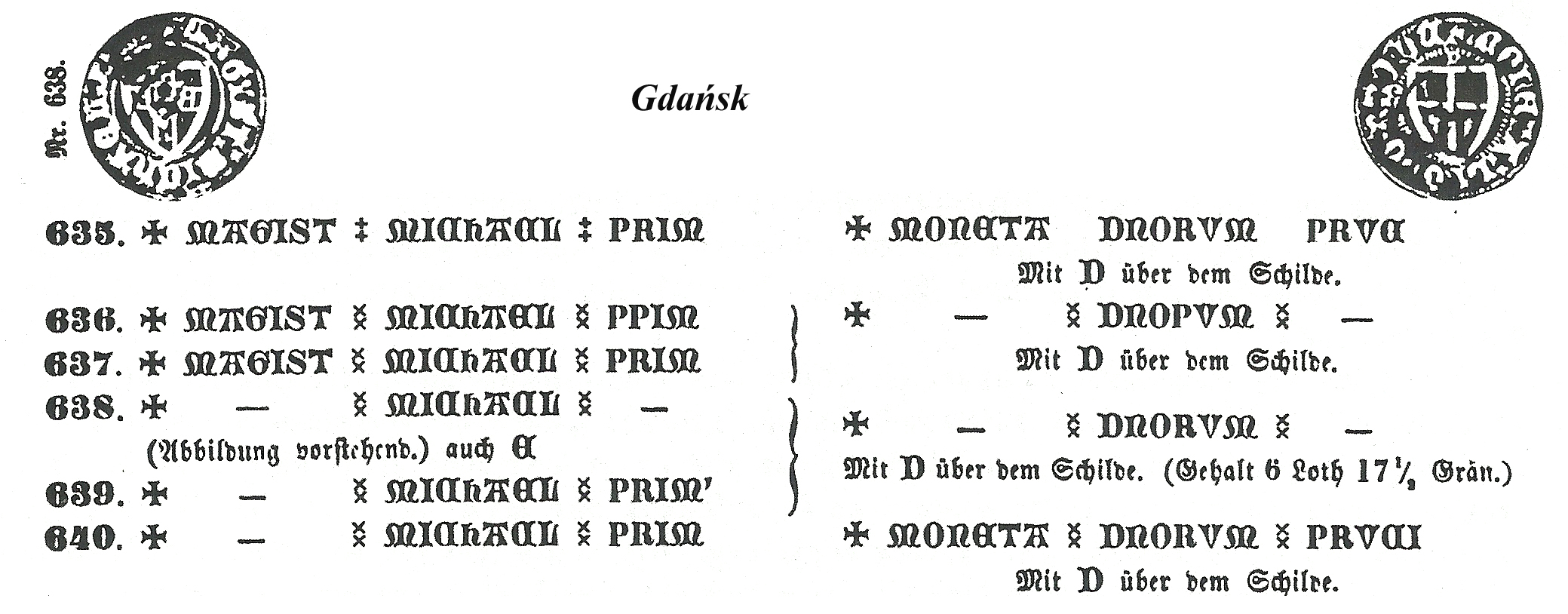

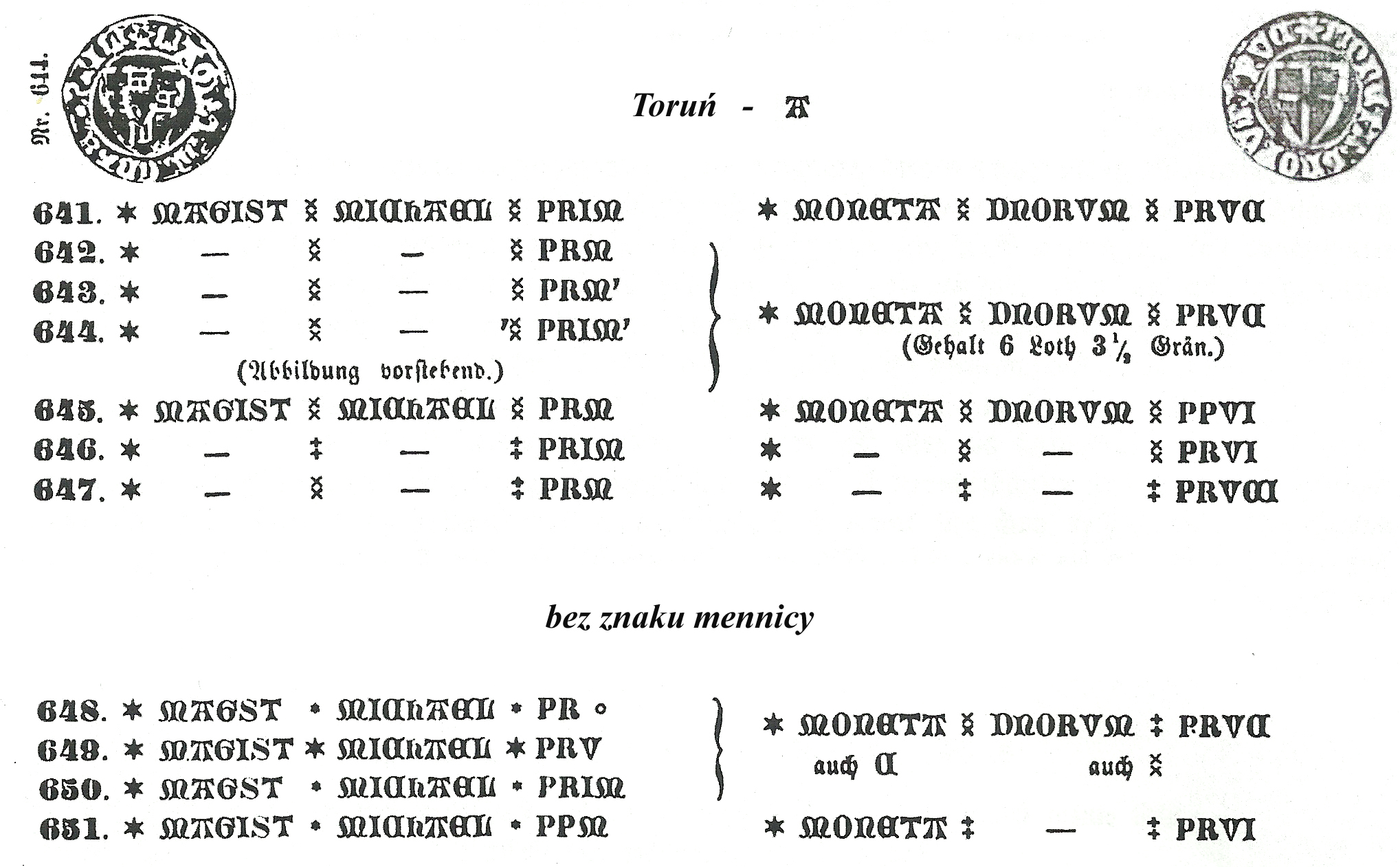

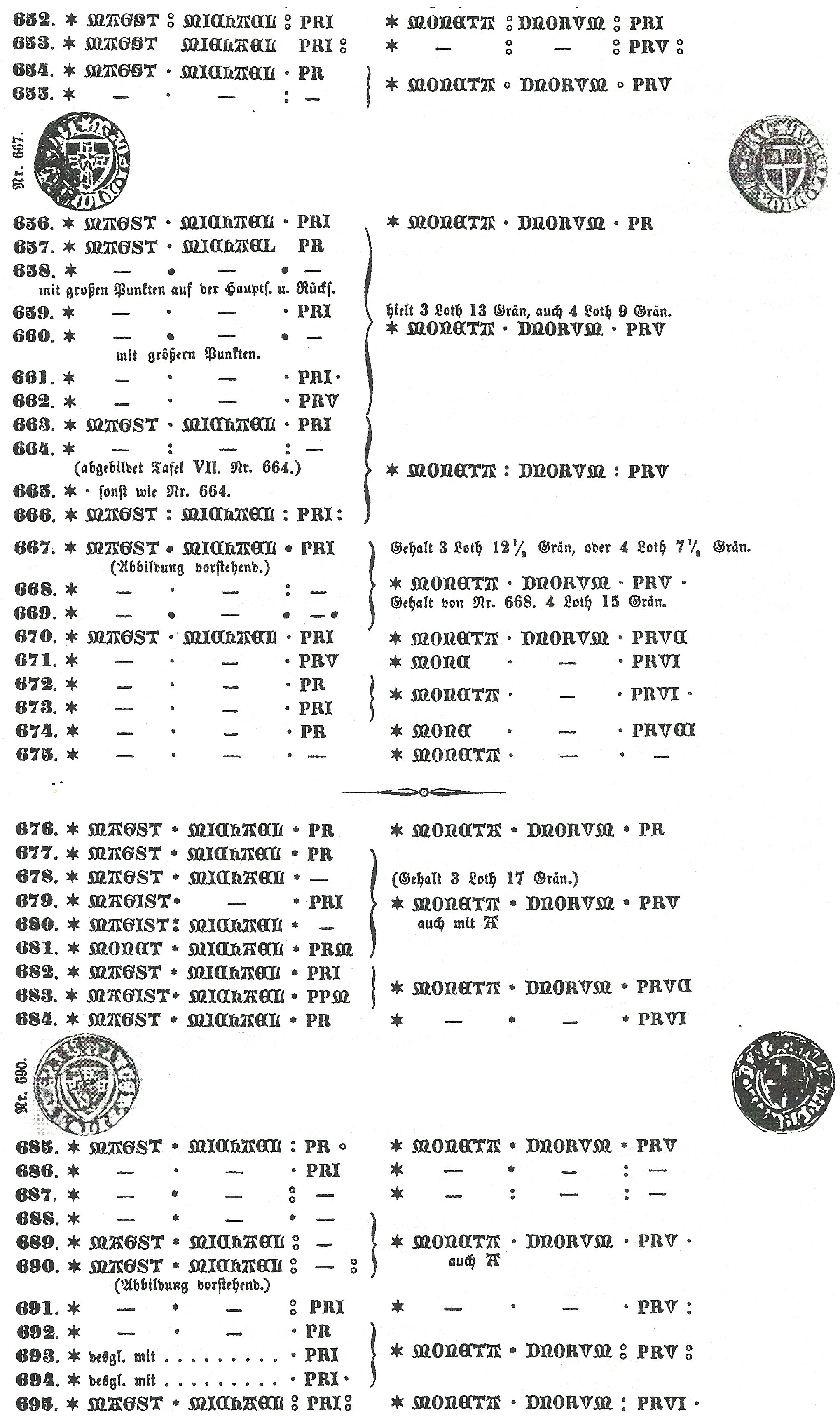

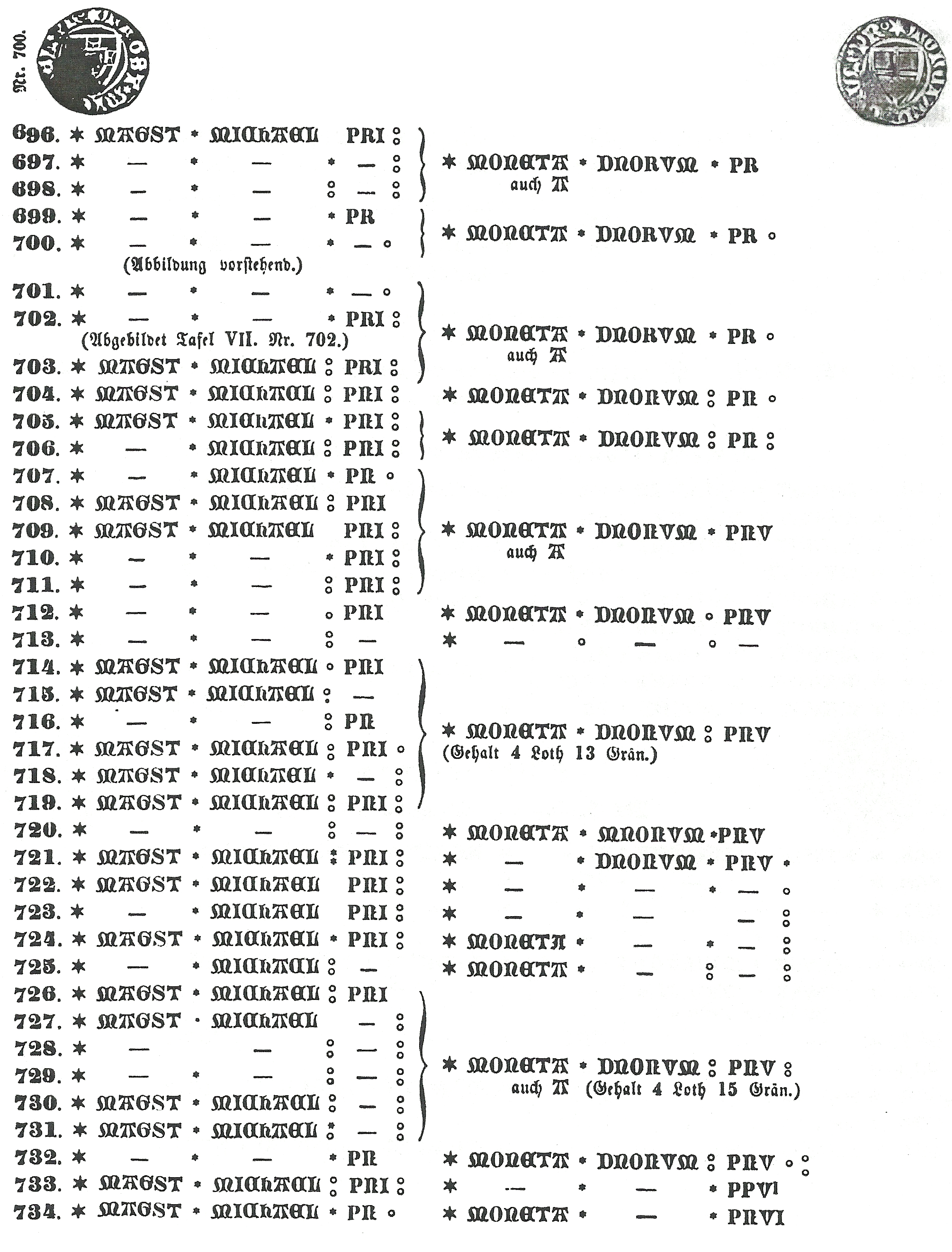

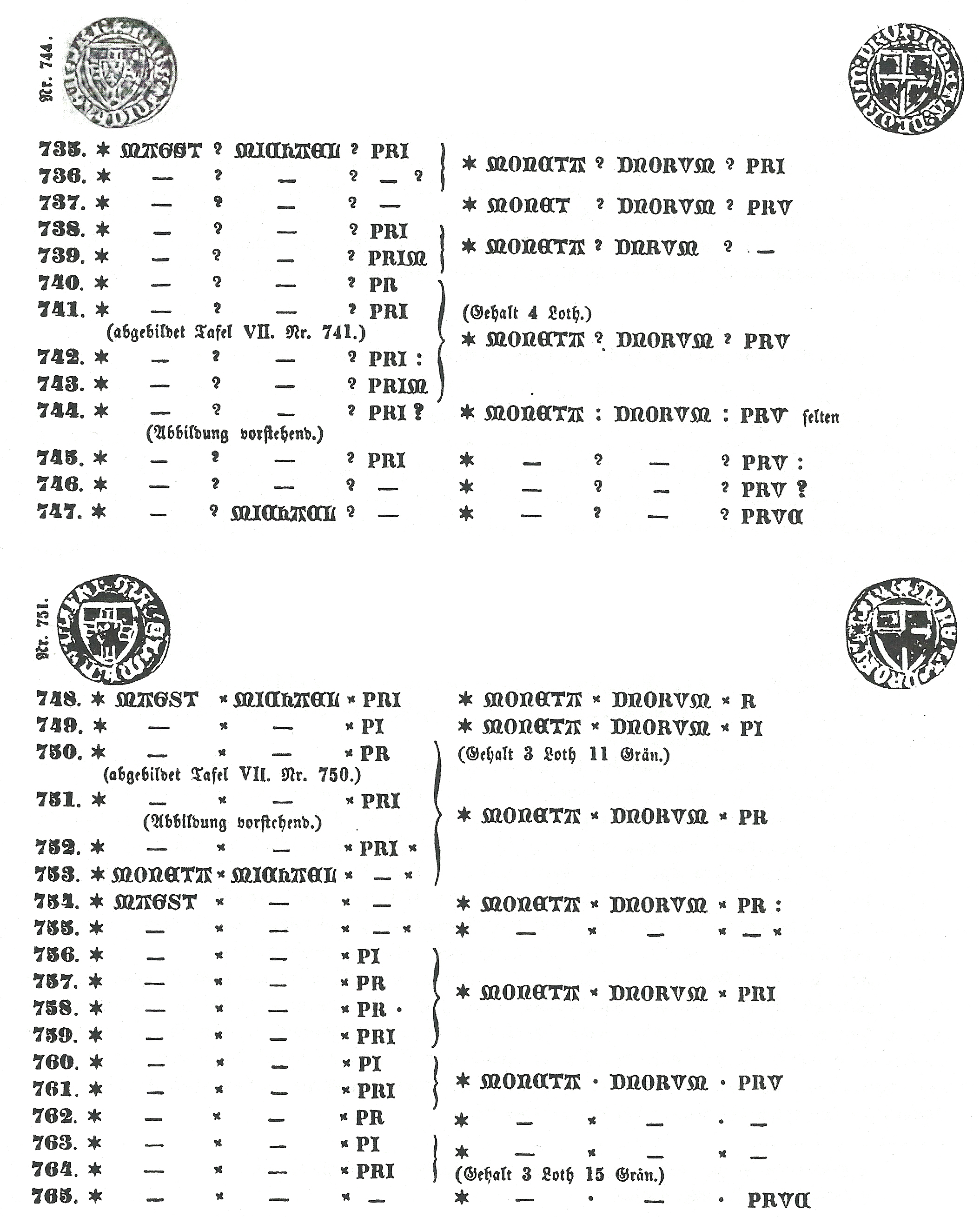

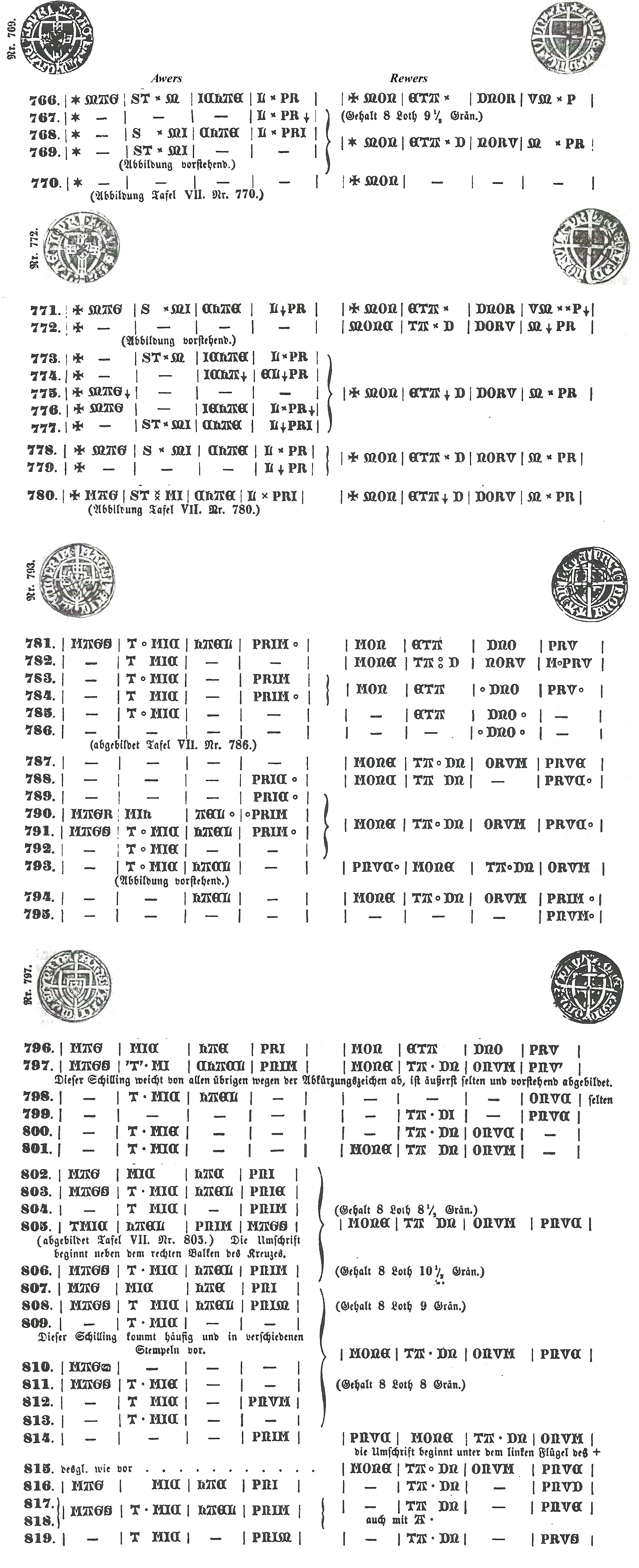

W 1415 r. stany pruskie radziły wielkiemu mistrzowi połączyć mennice i pod jednym kierownictwem ujednolicić stopę menniczą. Ludność uciekała od krajowego pieniądza i szukała obcych, w szczególności groszy czeskich. Wielki mistrz początkowo chciał ustalić kurs i zaprojektował bicie z 4-łutowego srebra nowe fenigi albo denarki i dawno niewidziane kwartniki w takim stosunku, aby szeląg szedł za pół grosza. Przyjęto projekt gdańskiej rady miejskiej – emisji półskojców o wartości czeskiego grosza, stosowanej za czasów Winrych von Kniprode z połowy XIV w. Zaufanie jednak do zakonnego pieniądza było na tyle poderwane, że nowy pieniądz nie znalazł uznania ludności i został wycofany. Nie dochował się też do naszych czasów.
Kryzys monetarny szczególnie dotkliwie dawał się we znaki ubogiej ludności gdańskiej cierpiącej z powodu spadku wartości pieniądza i rosnącej drożyzny oraz wśród rzemieślników, zainteresowanych w wolnym handlu srebrem. W czerwcu 1416 r. doszło do masowych rozruchów. Rozszalały tłum ruszył na ratusz i mennicę krzyżacką, zdemolował ją i rozgrabił mieszkanie głównego mincerza krzyżackiego. Rozruchy trwały blisko osiem tygodni. Ofiarą ich padł między innymi pałac biskupa kujawskiego, który długie lata po tym procesował się z radą miejską o szkody oszacowane na 15 tys. guldenów reńskich. Przywódcy zostali straceni, budynek mennicy odremontowano na starym miejscu przy ulicy Ogarnej. Mincerz Gerhard von der Becke nie wrócił na swe stanowisko. Wielki mistrz Michael Küchmeister von Sternberg złożył swój urząd.

### MonetyPaul Bellitzer von Russdorff
Wielki mistrz na zjeździe stanów pruskich w Elblągu w 1425 r. zrzekł się prowadzenia mennic z braku środków i zgodził się oddać je na dziesięć lat w dzierżawę Gdańska i Torunia za połowę dochodu. Rozpisał specjalny podatek na podniesienie stopy menniczej i wycofał małowartościowe szelągi. W myśl umowy mennice z 200 grzywien czystego srebra, 100 grzywien wykupionych szelągów i 91 grzywien miedzi stworzyć miały masę srebrną 8 i 2/3 próby i bić z niej nowe szelągi po 120 sztuk z grzywny wagi.
W okresie książęcym ustaliła się na Pomorzu rachuba pieniężna na grzywny, skojce i denary, w krzyżackim – na grzywny, szelągi i grosze. Grzywien rozróżniano trzy rodzaje: grzywnę wagi, grzywnę pieniądza i grzywnę srebra. Pierwsza równała się polskiej grzywnie i liczyła 183,5 g, a dochodziła w praktyce do 190 g. Świadczą o tym ciężarki, zachowane w muzeum Czapskich w Krakowie Bliską jej była grzywna chełmińska o wadze 189,9 grama, ustanowionej w ordynacji wielkiego mistrza Pawła v. Russdorfz 1439 r. w stosunku 16:13 grzywny kolońskiej. Grzywna pieniężna dzieliła się na 60 szelągów albo 720 fenigów. Początkowo 60 szelągów dawało ciężar równy bądź zbliżony do ciężaru grzywny wagi, w miarę jednak spadku stopy menniczej powstawała między nimi różnica na niekorzyść grzywny wagi.
Mennica gdańska rozpoczęła swoje działanie pod zarządem rady i nadzorem dwóch radnych miejskich. W początkowej fazie swej pracy spotkała się z krytyką mennicy toruńskiej i zarzutami niezgodnej z przepisami menniczymi konkurencji. Zarządzona jednak przez komtura gdańskiego rewizja nie potwierdziła oskarżenia. Rachunki z dziesięcioletniej dzierżawy wykazały, że mennica w tym czasie przekuła 5123 grzywien czystego srebra i dała miastu w szelągach 2561,5 grzywien dochodu i drugie tyle zgodnie z umową na rzecz zakonu. Szelągi bite w Gdańsku, podobnie jak toruńskie, nie posiadają znaków mincerskich, i różnią się jedynie kształtem litery M w wyrazie MAGISTER, jednym zaokrąglonym, drugim bardziej kanciastym.
Grupa pierwsza, mniej liczna, odpowiada bardziej małej stosunkowo wydajności mennicy gdańskiej, podczas gdy mennica toruńska przekuwała więcej srebra i górowała nad gdańską dużą liczbą odmian. Idąc za Vossbergiem, mennicy gdańskiej należy przypisać następujące odmiany:
szelągi:
- Aw. Tarcza wielkiego mistrza,
- Rw. na dużym krzyżu tarcza zakonna, w otokach napisy:

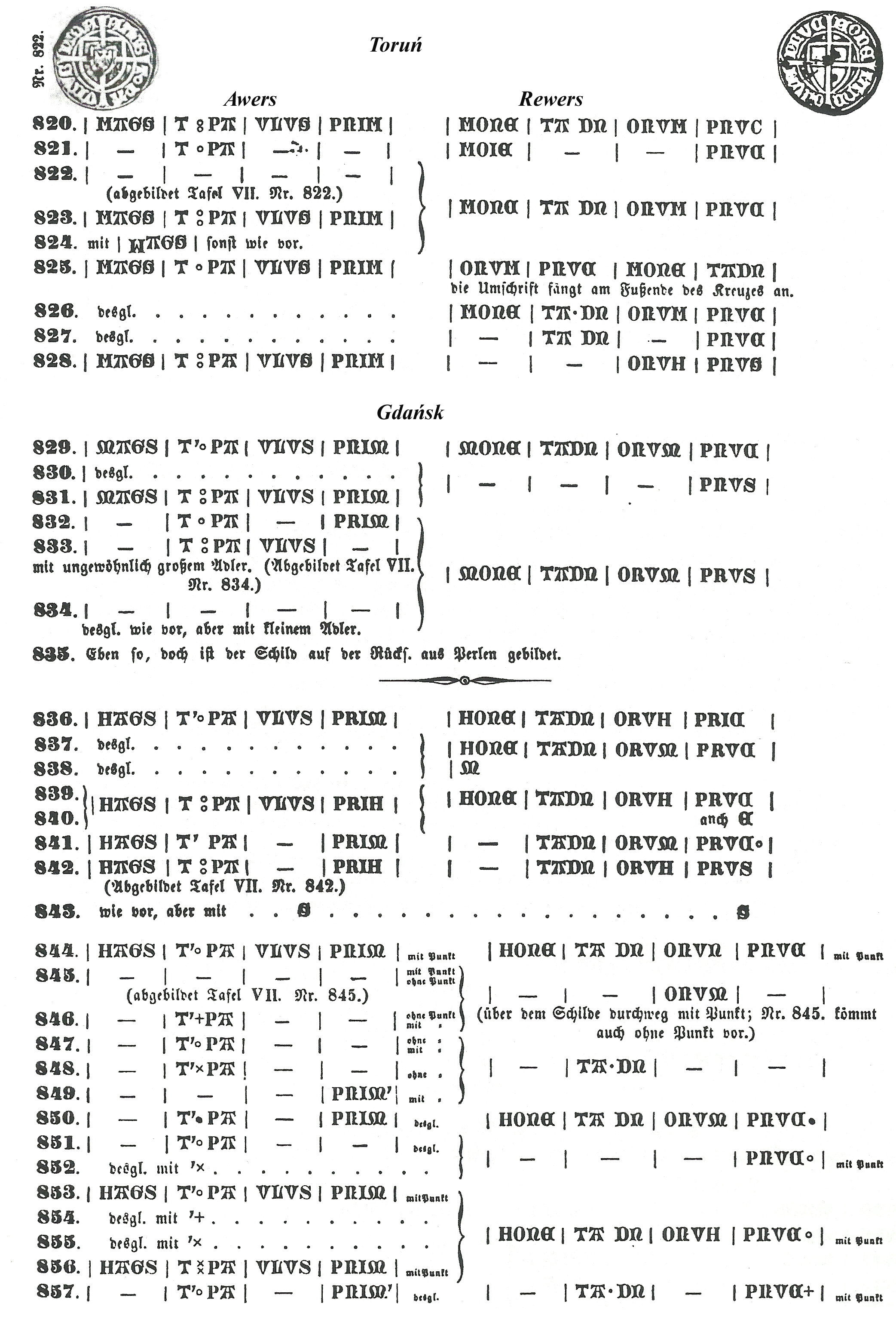

Wymienione szelągi posiadały 8 próbę srebra i dały po 120 sztuk na grzywnę wagi oraz 221 sztuk na grzywnę czystego srebra, były więc dwukrotnie lepsze od poprzedniego wydania, a wyróżniały się one rysunkiem z obu stron prostokątnego krzyża pod tarczą.
Ogólnie biorąc, wydajność mennicy była nieznaczna, podatek bowiem na reformę monetarną nie docierał do mennic. Po wygaśnięciu terminów dzierżawnych wielki mistrz zażądał podniesienia dla siebie udziału w dochodach do 75%, ale miasta tego warunku nie przyjęły i mennice wróciły pod zarząd zakonu. Na wyraźne żądanie wielkiego mistrza miasta były zmuszone oddać wraz z mennicami narzędzia i zapasy surowego i przerobionego srebra.
W Gdańsku mennicę z rąk mincerza Hermana Polsetha przejął sam wielki komtur, przy czym zabrał gotowe 2700,5 grzywien nowych, przeznaczonych do puszczenia w obieg, szelągów, oraz surowiec i narzędzia na ogólną sumę 194 grzywny. Przy odbiorze wykazano rozbieżności w rachunkach, według których mennica gdańska przekuła w dziesięcioleciu zaledwie połowę preliminowanej sumy, czyli 2561,5 grzywien. Sprawa była wielokrotnie poruszana na sejmach pruskich, ale z powodu śmierci kierowników mennicy nie doszło do ostatecznego wyjaśnienia i rozliczenia nadużyć.
Naczelnym mincerzem od 1436 r. był w Gdańsku Claus von Geilsdorf, późniejszy komtur gniewski. Bite przez niego szelągi, o nieznanych zresztą odmianach, wzmogły jeszcze narzekania i skargi na złą monetę i odebranie miastom dzierżawy mennic.
Pod naciskiem wielkiego mistrza zjazd Sejmu Pruskiego w Elblągu uchwalił zakaz wywozu z Prus srebra i nowej monety pod utratą czci i mienia, przetapiania ich przez złotników i posiadania tajnych pieców odlewniczych i wag. Chodziło o zapewnienie surowca dla mennic i zdobycie gotówki na pokrycie odszkodowań nałożonych na zakon w traktacie brzeskim 1435 r. Wynosiły one 9500 dukatów węgierskich w złocie lub w dobrej monecie krajowej oraz 1200 dukatów na rzecz biskupa włocławskiego za zniszczone posiadłości biskupa. Ponieważ kasa zakonu nie posiadała takich sum, wielki mistrz odwołał się o pomoc do miast pruskich. Projekt wielkiego mistrza podjęcia nowej reformy monetarnej, zgłoszony na zjeździe w Elblągu 1439 r. wywołał kontrprojekt Gdańska zbadania wartości wybitych ostatnio szelągów. Upadł także wniosek mincerzy gdańskiego i toruńskiego w sprawie konfiskaty na rzecz mennic sreber kościelnych. Przeważyła głęboka nieufność do rządów krzyżackich.
Na tle powszechnego zaognienia stosunków doszło w 1440 r. do zawiązania Związku Pruskiego, związku rycerstwa i miast, skierowanego przeciwko zakonowi. W akcie związkowym znalazły się oskarżenia zakonu o łamanie postanowień monetarnych przywileju chełmińskiego, marnowanie podatków pobieranych przymusowo na cele mennicze i zubożanie ludności polityką złego pieniądza.

### MonetyKonrad VI von Erlichshausen
Pod presją braci zakonnych wielki mistrz złożył swój urząd 2.1.1441 na rzecz dotychczasowego marszałka zakonu Konrada von Erlichausena (1441-1449). W rezultacie tych zmian mennice zostały zamknięte, nastąpiły braki monety obiegowej, masowo wywożonej za granicę.
Na żądanie stanów na zjeździe w Gniewie (1442 roku) mennice zostały ponownie otwarte i przez dwa lata pracowały pod kierunkiem sprowadzonych z Niemiec mincerzy. W Gdańsku mennicę objął Goswyn Kumhaer z Bremy. Wplątany jednak w spory na tle zaopatrzenia, mając kłopoty z przestojami w pracy mennicy na tle wzajemnych z zakonem pretensji finansowych rzucił służbę zakonną i wrócił do Niemiec.
Z okresu jego pracy znamy szelągi bite w mennicy toruńskiej i gdańskiej jednak bez znaków menniczych. Używają one w napisach znaków w postaci interpunkcji: kropek i krzyżyków. Grupę mniej liczną z krzyżykami uznajemy za gdańską.
Szelągi:
- Aw. Tarcza wielkiego mistrza na dużym krzyżu,
- Rw. tarcza zakonna na dużym krzyżu, w otokach napisy:

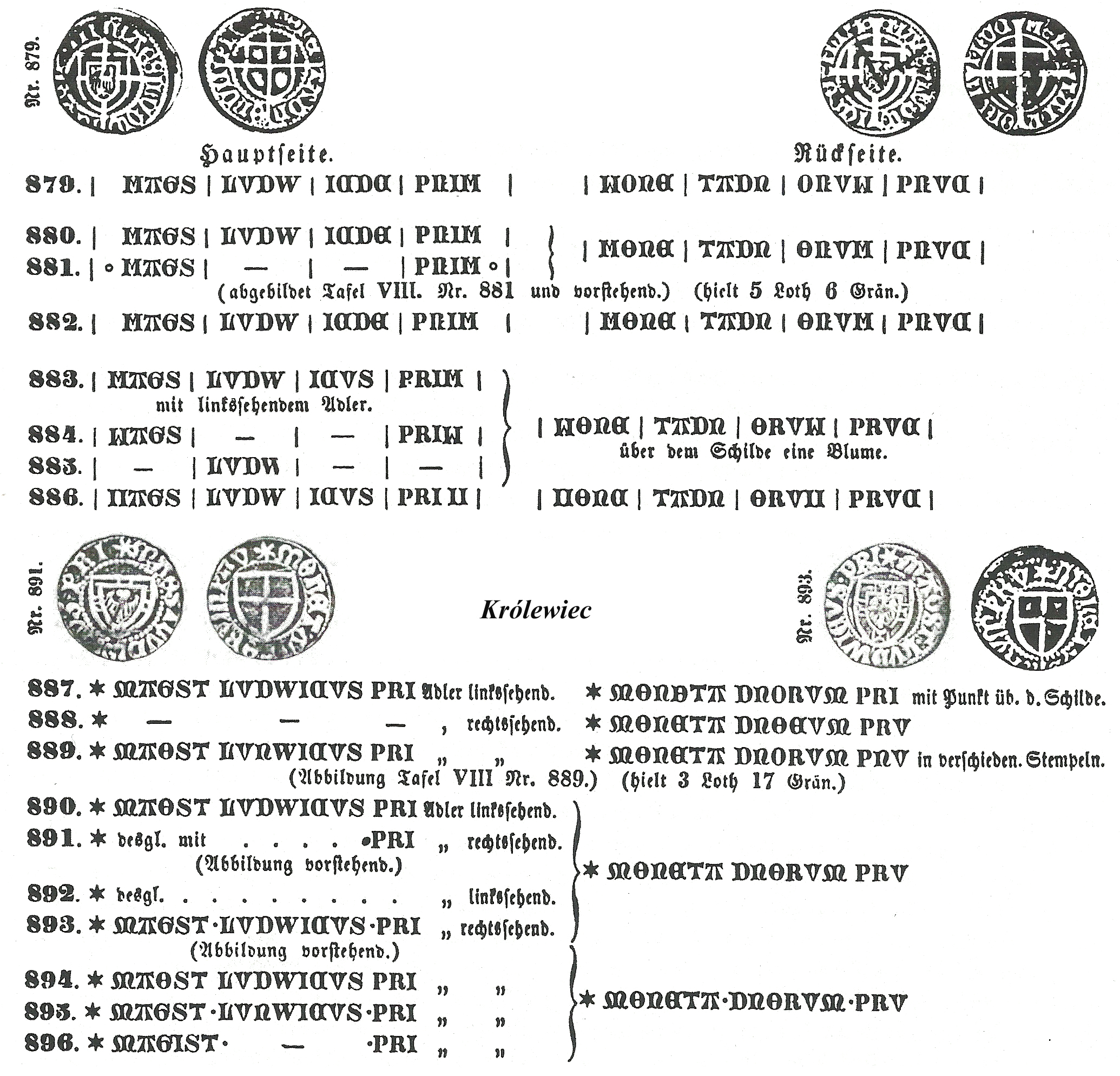

Szelągi te wartością odpowiadały poprzednim, miały próbę 8, ważyły 2,5 g i dawały 116,5 sztuk na grzywnę wagi 229,5 na grzywnę czystego srebra.
W tytulaturze wielkiego mistrza miały pomyłkę, nazywały go Konradem V podczas gdy był IV mistrzem tego imienia.
Gospodarka mennicza Krzyżaków powoli zbliżała się do swego końca. Narzekania na jej wyniki nie ustawały, sytuację pogarszał napływ fałszywych pieniędzy. Zmarłego w listopadzie 1449 r. Konrada IV von Erlichshausen zastąpił jego bratanek Ludwik, komtur gniewski.

### MonetyLudwig von Erlichshausen
Problemy finansowe zakonu podczas trwania działań wojennych wojna trzynastoletnia spowodowały, że Ludwig von Erlichshausen stał się w krótkim czasie więźniem własnej armii. Wojska zaciężne na służbie wielkiego mistrza, które domagały się zapłaty żołdu dwukrotnie brały go na zakładnika. W konsekwencji doprowadziło to w 1457 roku do wygnania go z Malborka i sprzedaży zamku przez najemników królowi polskiemu. Po tym wydarzeniu von Erlichshausen przez krótki okres ukrywał się na Pomorzu, aby później z Gniewa przekraść się do Królewca. Tam w 1463 próbował jeszcze nieudanego kontruderzenia na Żuławy, które zakończyło się klęską zakonu w bitwie na Zalewie Wiślanym.
Po zakończeniu wojny trzynastoletniej i pokoju toruńskim z 1466 roku, Ludwig von Erlichshausen nie opuszczał już Królewca. Zmarł na tamtejszym zamku 4 kwietnia 1467 roku. Pochowany został w katedrze w Królewcu.

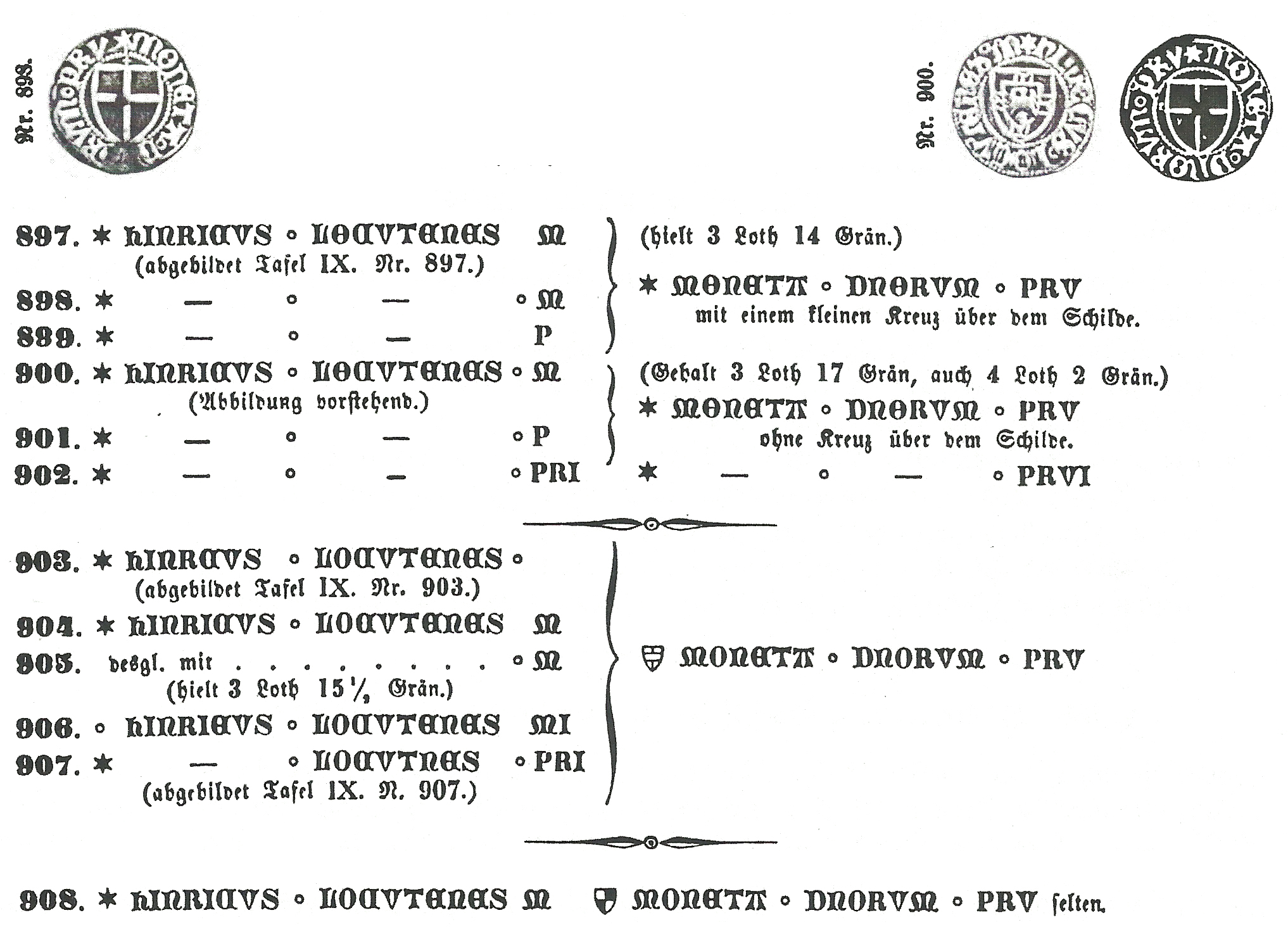

Mennica w Gdańsku po odejściu Goswyna Kumhaera zaprzestała swej działalności, toruńska zaś miała być zdemolowana przez gmin miejski w przededniu wojny 1454 r.

## Prusy Zakonne

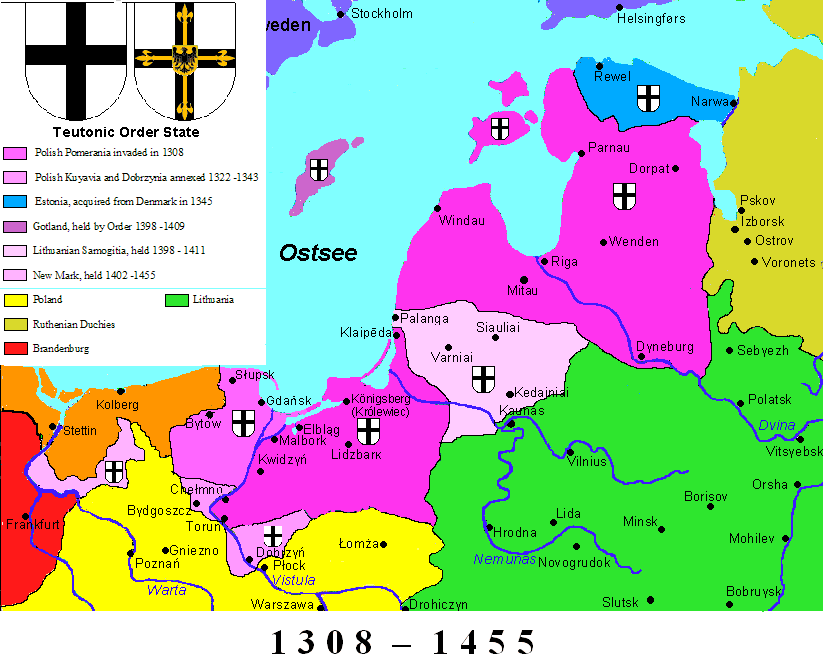
Lata 1308–1455, Łotwa jako część Prus Zakonnych

Prusy Zakonne (faktycznie państwo zakonu krzyżackiego [w Prusach] albo Prusy Krzyżackie, niem. Deutschordensland in Preußen albo Deutschordensstaat in Preußen) – suwerenne państwo niemieckiego zakonu krzyżackiego założone około 1226. Państwo zakonne było państwem, które przez setki lat obejmowały nie tylko ziemie Prusów, ale także Łotwę i Estonię (Łotwę i Estonię do czasu, gdy zakon krzyżacki w Prusach nie przejął zakonu kawalerów mieczowych). Na mocy postanowień II pokoju toruńskiego z 1466 r. zakon oddał Polsce Pomorze Gdańskie, ziemię chełmińską i michałowską, a także Warmię i stolicę Malbork.
Reszta państwa zakonu krzyżackiego na ziemi pruskiej była od 1466 lennem króla Polski. Nową stolicą państwa został Królewiec. Władzę zwierzchnią Korony Królestwa Polskiego nad tym terytorium potwierdzała seria hołdów pruskich składanych królom Polski:

### Monety Heinrich Reuss von Plauen

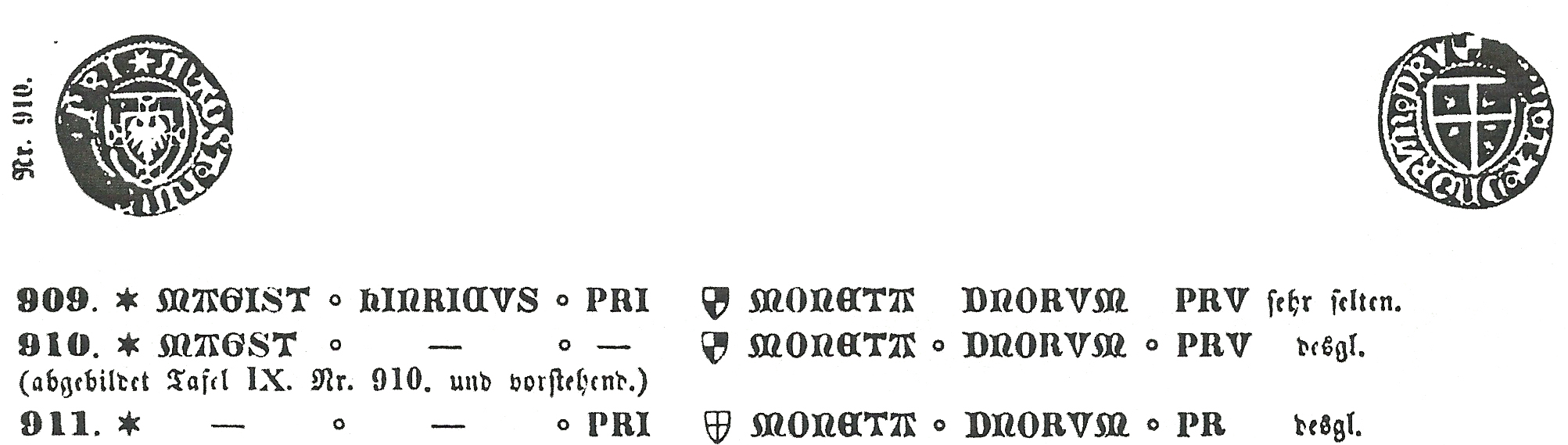

### Monety Henryk VII Reffle von Richtenberg

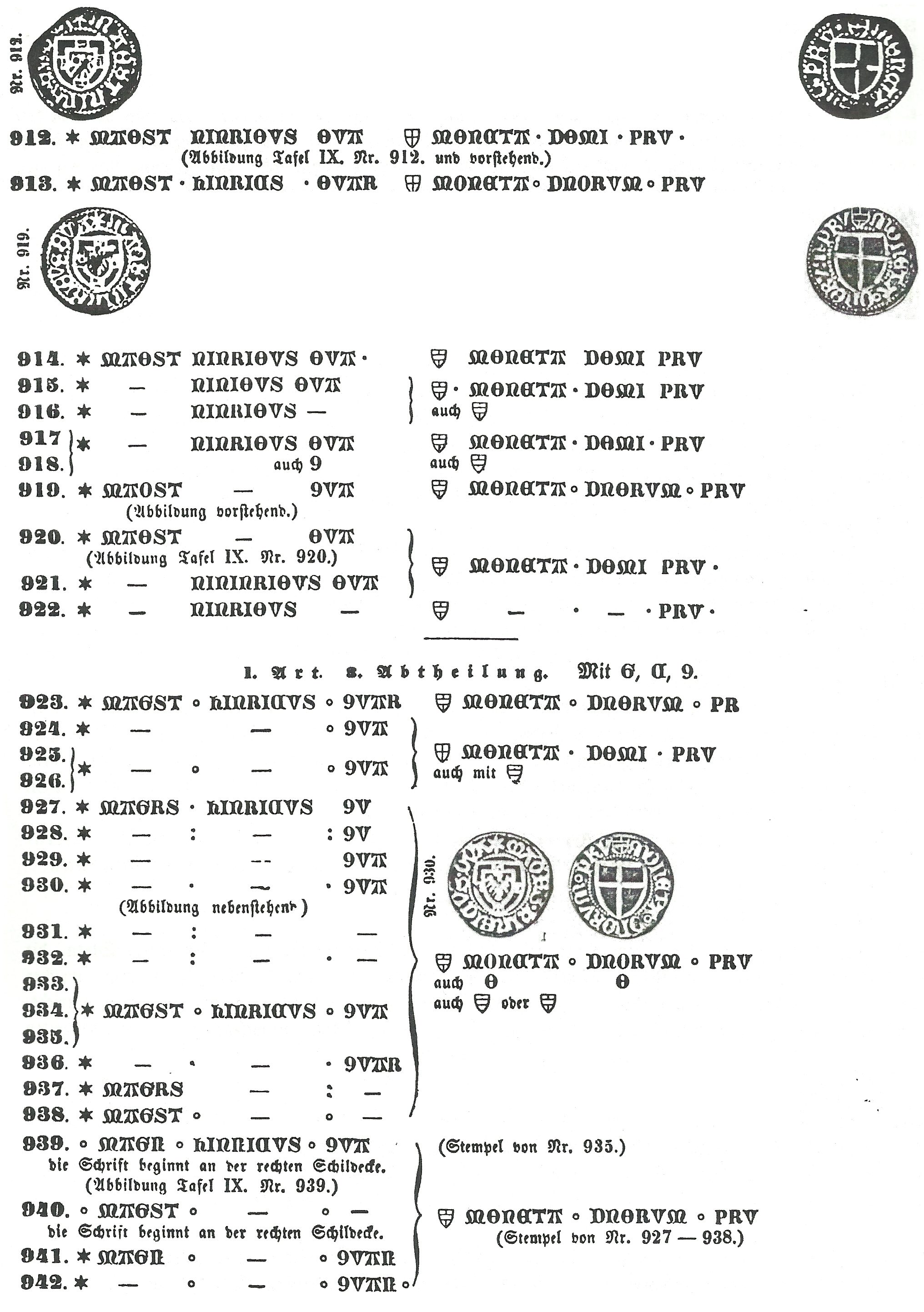

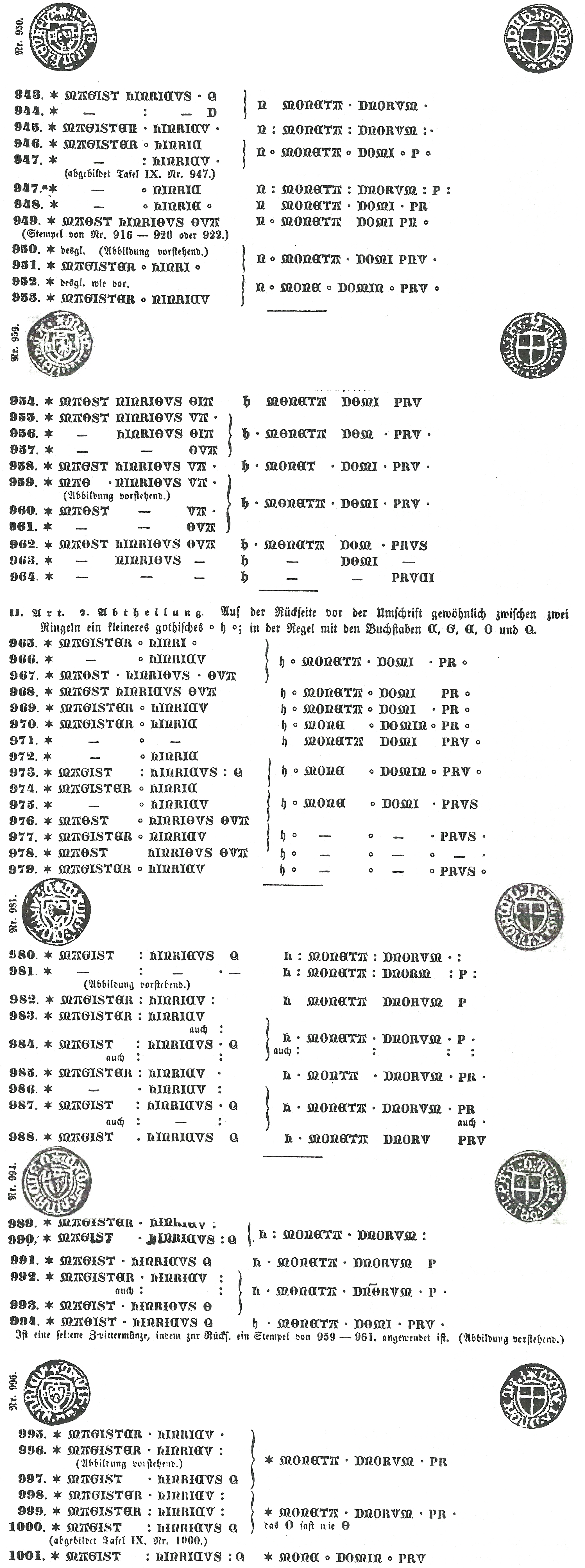

### Monety Jan von Tieffen

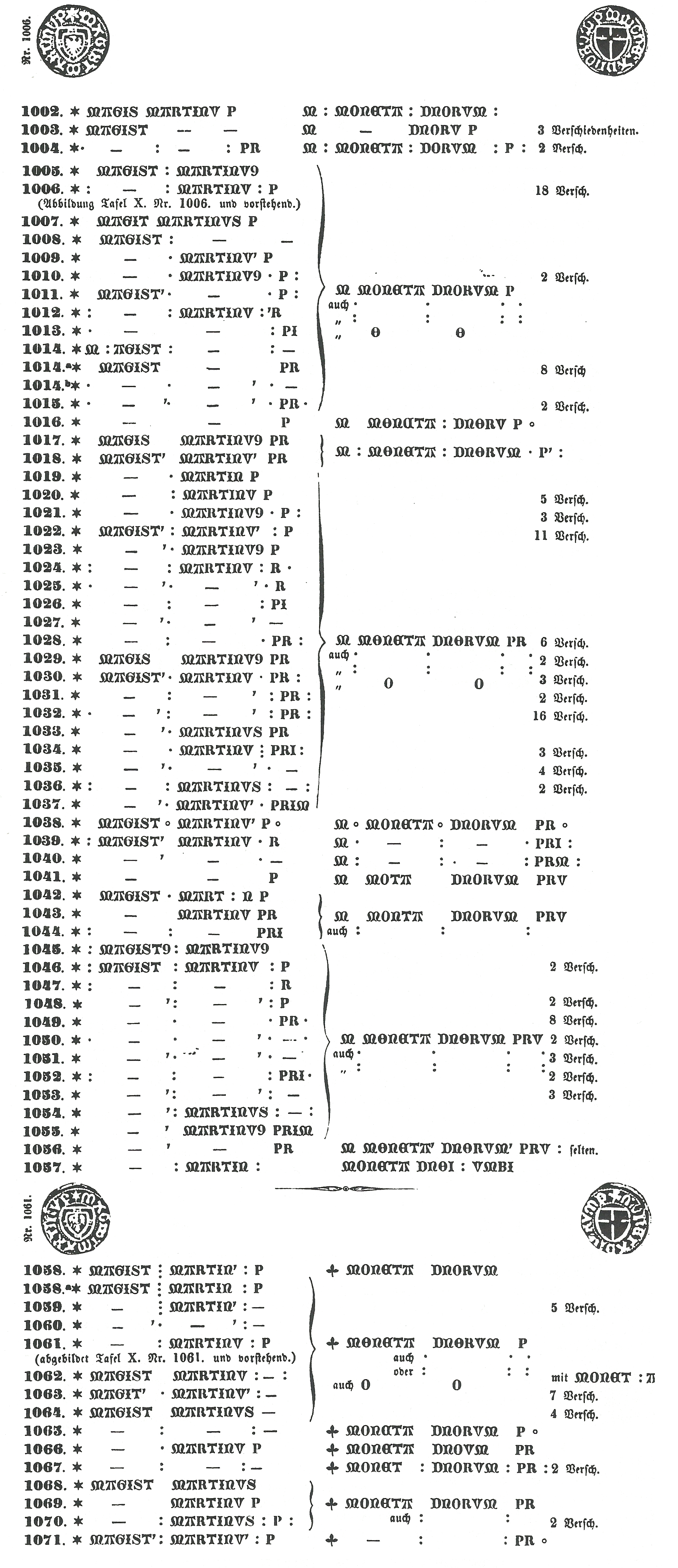

### Monety Fryderyk Wettyn

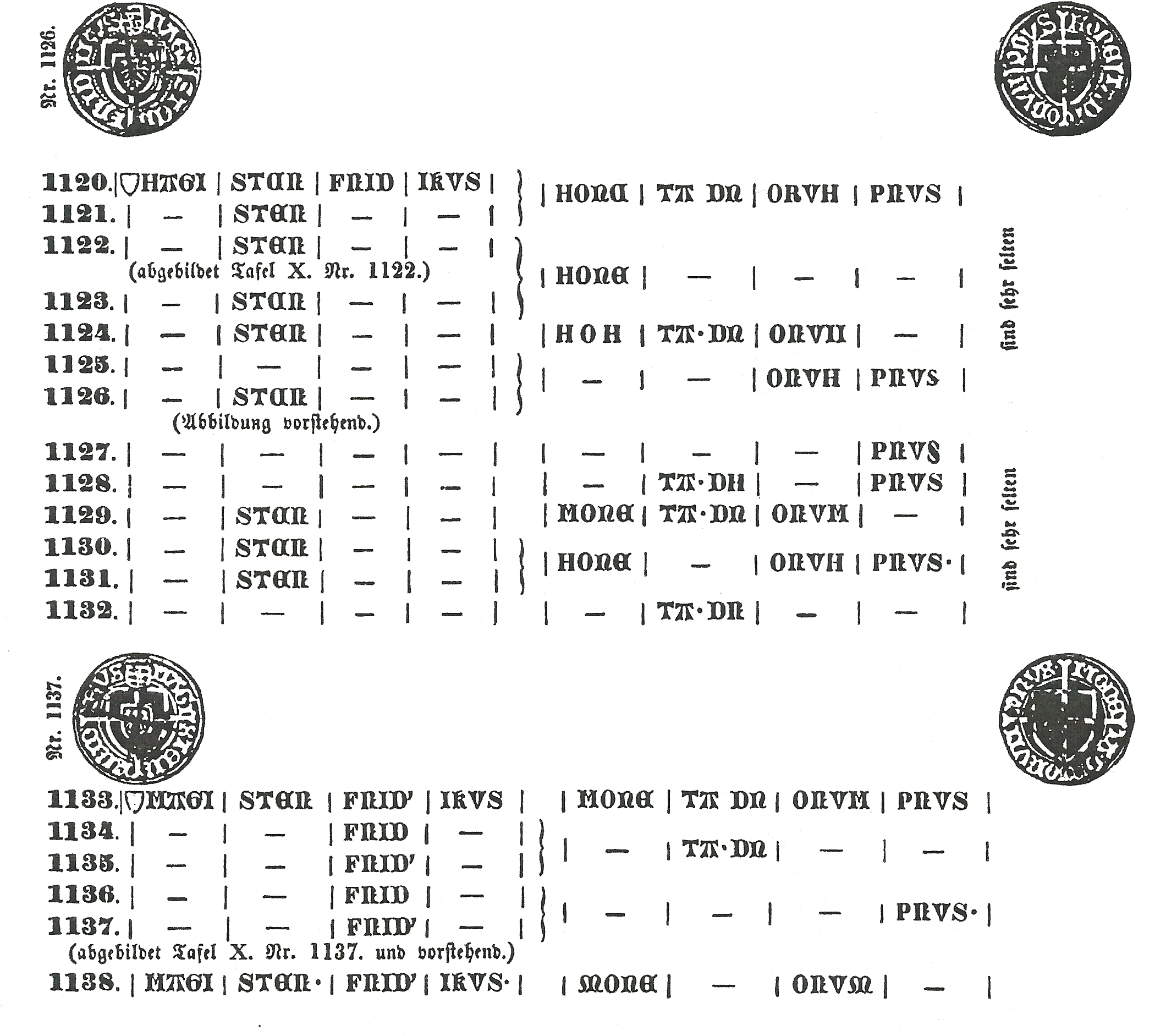

### Monety Albrecht Hohenzollern-Ansbach

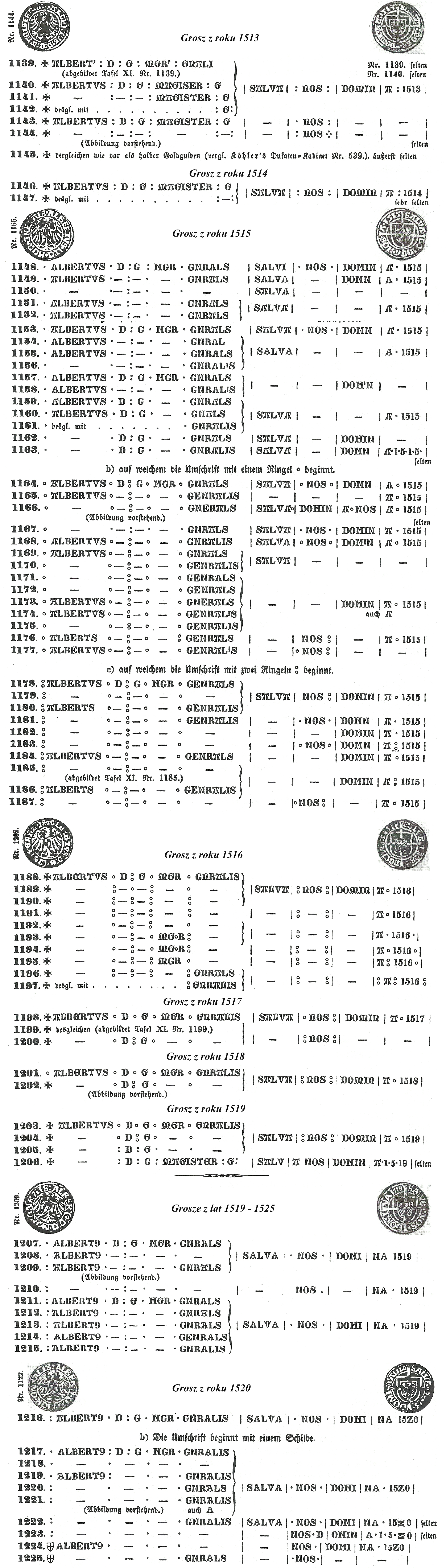
Grosze

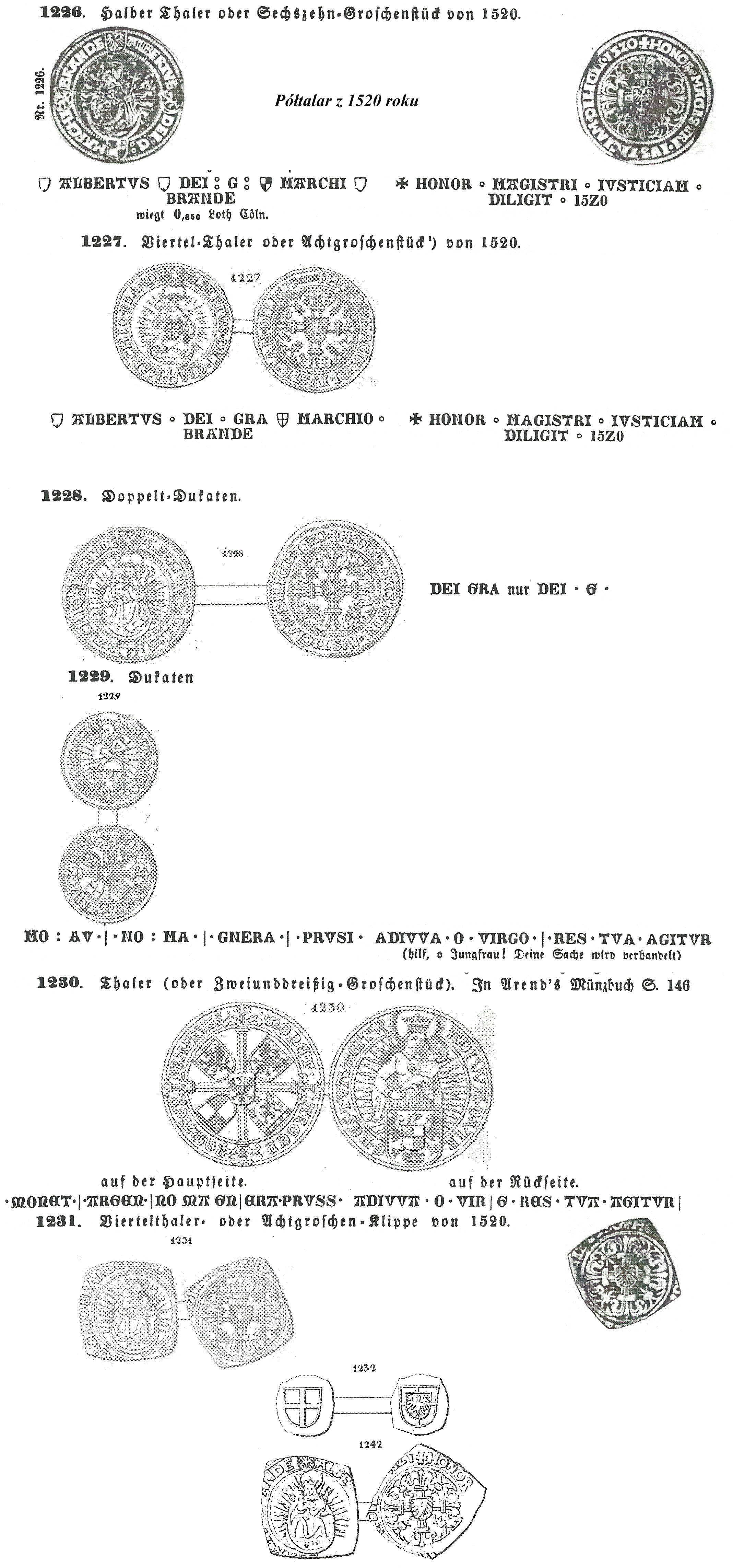

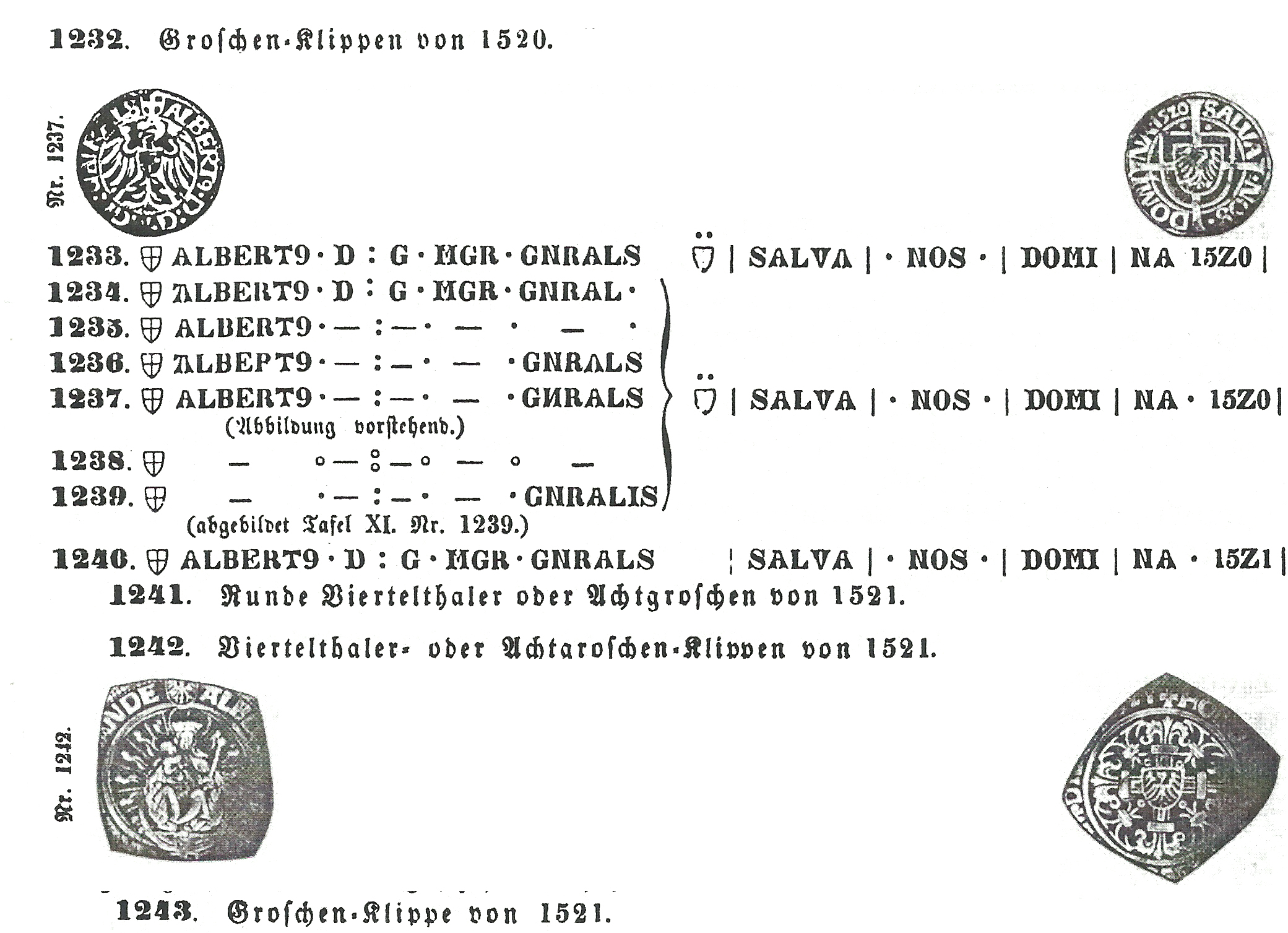

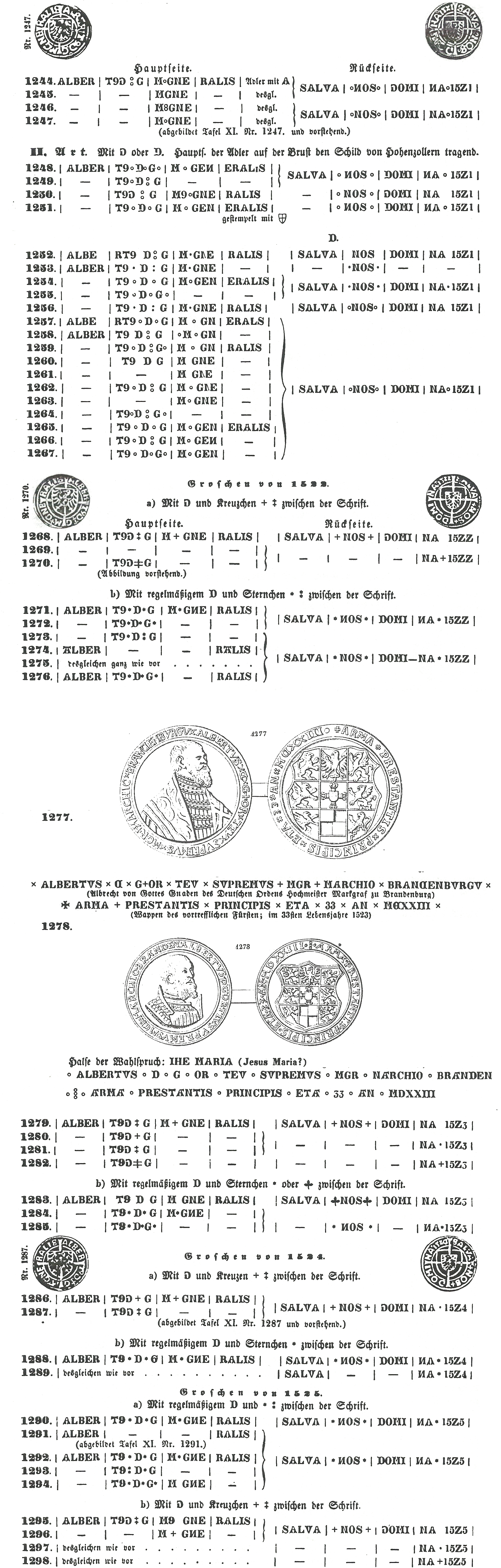

## Inflanty– inflancka gałąź zakonu krzyżackiego

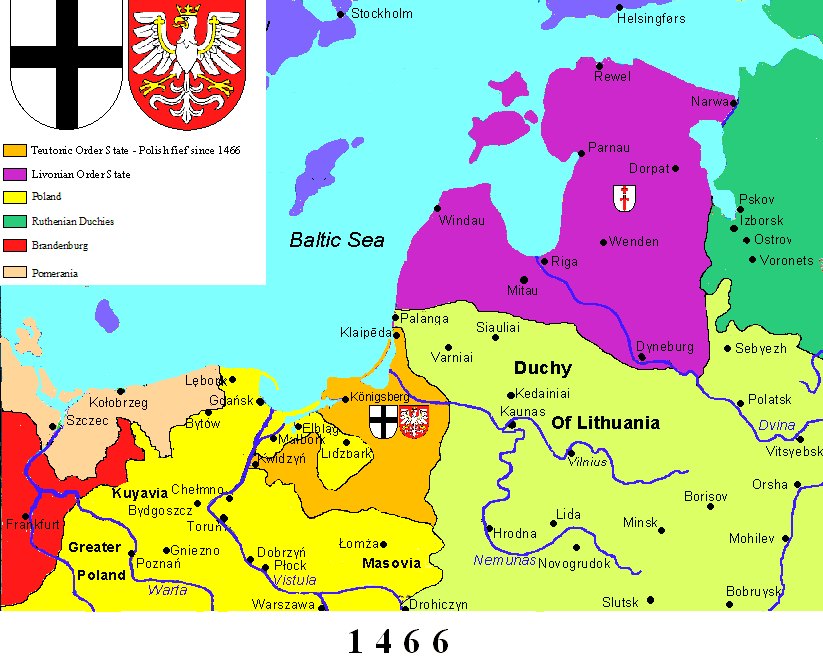
Państwo zakonu krzyżackiego w 1466 roku

### Inflancka gałąź zakonu krzyżackiego
W szczytowym momencie swojego rozwoju zakon liczył do 180 braci-rycerzy. 5 kwietnia 1242 książę nowogrodzki Aleksander Newski zadał im ciężką klęskę w bitwie na zamarzniętym jeziorze Pejpus. Przegrana zaprzepaściła próbę skierowania ekspansji zakonu na ziemie ruskie.
W latach 1288–1290 udało im się podbić północnych Bałtów: Kurów, Zemgalów, Latgałów i fińskich Liwów. W 1346 r. zakon wykupił Estonię od króla duńskiego Waldemara IV Atterdaga.
Dążenie zjednoczonych zakonów do trwałego połączenia swych ziem przez podbicie Żmudzi doprowadziło do kolejnych wojen z Litwą, a w konsekwencji do sojuszu polsko-litewskiego i osadzenia Jagiellonów na polskim tronie. Wobec osłabienia Krzyżaków po klęskach w wojnach z Polską i Litwą dwieście lat po zjednoczeniu doszło do rozłamu obu zakonów.
W związku z próbami przejęcia władzy w mieście przez zakon krzyżacki, w 1297 roku mieszczanie Rygi burzą dwór krzyżacki i mordują jego załogę. Konflikt trwał do 1330 roku gdy wojska zakonne zmusiły miasto do poddania się. W 1366 roku wielki mistrz zrzekł się władzy nad miastem zastrzegając jedynie prawo do posiadania zamku. W 1366 papież ustanowił królów Polski opiekunem arcybiskupstwa ryskiego. W 1452 roku zakon krzyżacki i arcybiskup Sylwester Stodewescher zawarli w Kircholmie ugodę na mocy której podzielili się władzą nad miastem. W 1484 roku mieszczanie zbuntowali się ponownie i zburzyli zamek krzyżacki, jednak po kilku latach musieli się ponownie podporządkować zakonowi, którego jednak pozycja szybko w następnych latach zaczęła słabnąć. W latach 1521–1524 Ryga staje się miastem luterańskim.
W dniu 1 września 1435 roku wojska polsko-litewskie pod dowództwem Jakuba z Kobylan dokonały pogromu oddziałów inflanckiej gałęzi zakonu krzyżackiego w bitwie pod Wiłkomierzem, w której zginął wielki mistrz Franke von Kerskorff i elita zakonu.
W 1554 inflancka gałąź zakonu krzyżackiego podpisała upokarzający pokój z Wielkim Księstwem Moskiewskim, na mocy którego wyrzekł się związków z Polską i Litwą, zobowiązując się płacić państwu moskiewskiemu trybut z miasta Dorpat.
W obawie przed interwencją moskiewską krzyżacy gałęzi inflanckiej uwięzili arcybiskupa ryskiego Wilhelma, który był zwolennikiem sekularyzacji Inflant i przyłączenia ich na wzór Prus do państwa polsko-litewskiego.

### Stosunki mennicze
Konfederacja Inflancka na terenie dzisiejszej Łotwy i Estonii.
Jej członkami byli:
- inflancka gałąź zakonu krzyżackiego
- biskupstwo Ozylii,
- archidiecezja ryska,
- biskupstwo Dorpatu
- biskupstwo Kurlandii.

Posiadające odmienne prawa mennicze, stosujące odmienne stopy mennicze powodujące liczne zatargi nawet zbrojne oraz miasta jak Ryga, Dorpat, Rewel jak również siedziba zakonu Wenden.

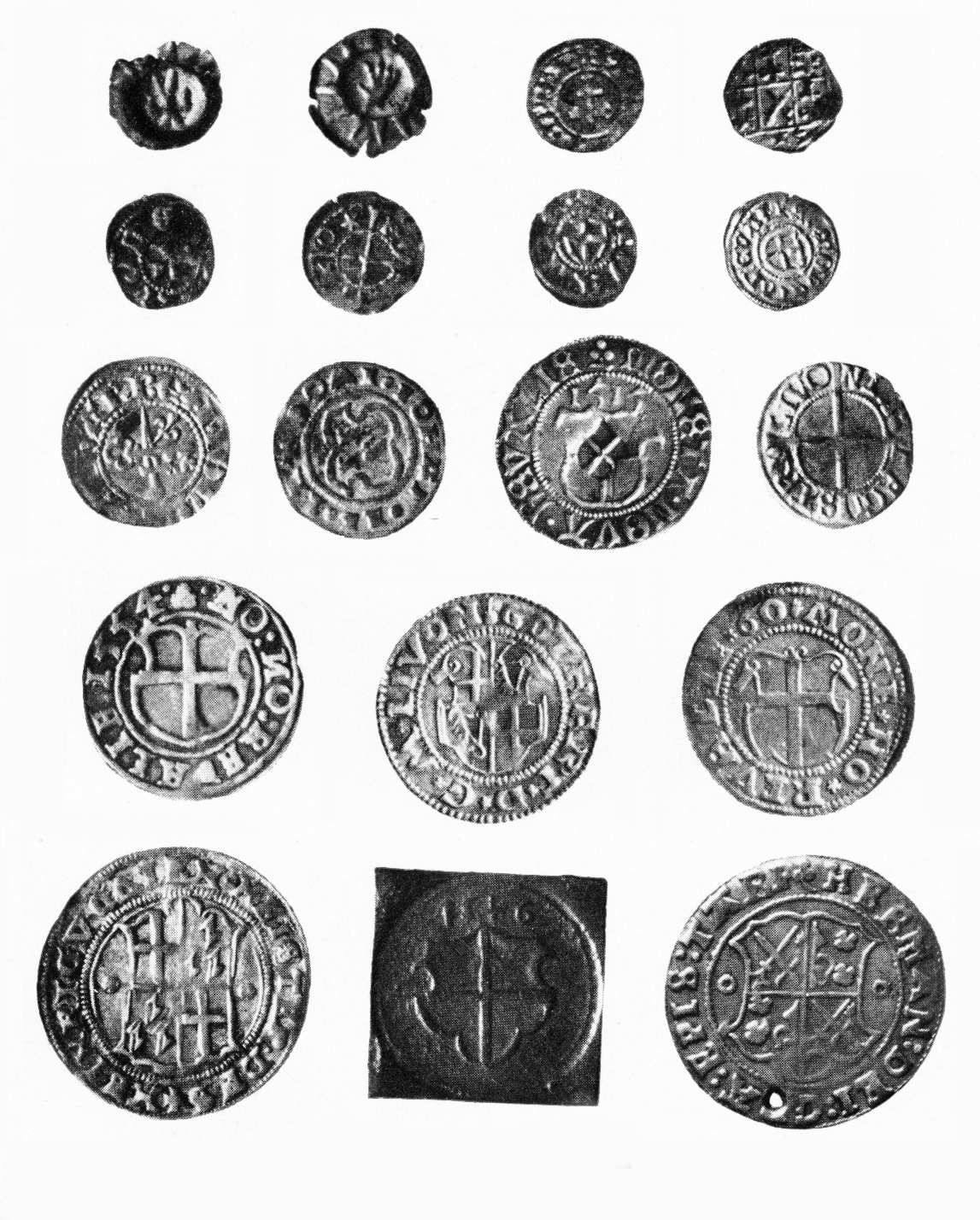
Monety Liwonia:
01. Theoror Hake Biskup Dorpatu XV w.,
02. Bartholomeus Savijerve Biskup Dorpatu XV w.,
03. Johannes Blankeneldi Biskup Dorpatu XVI w.,
04. Johannes Blankeneldi Biskup Dorpatu XVI w.,
05-08 Rewel,
09. Johannes Vifhusen Biskup Dorpatu XVI w.,
10. Johannes Bey Biskup Dorpatu XVI w.,
11. Wolter von Plettenberg, Rewel XVI w.,
12. von der Recke Reval XVI w.,
13. Fyrstenberg Rewel XVI w.,
14. Kettler Rewel XVI w.,
15. Kettler Rewel XVI w.,
16. Galen Rewel XVI w.,
17. Rewel XVI w.,
18. Hermann Wessel Biskup Dorpatu XVI w.

### MonetyWolter von Plettenberg
Dukat

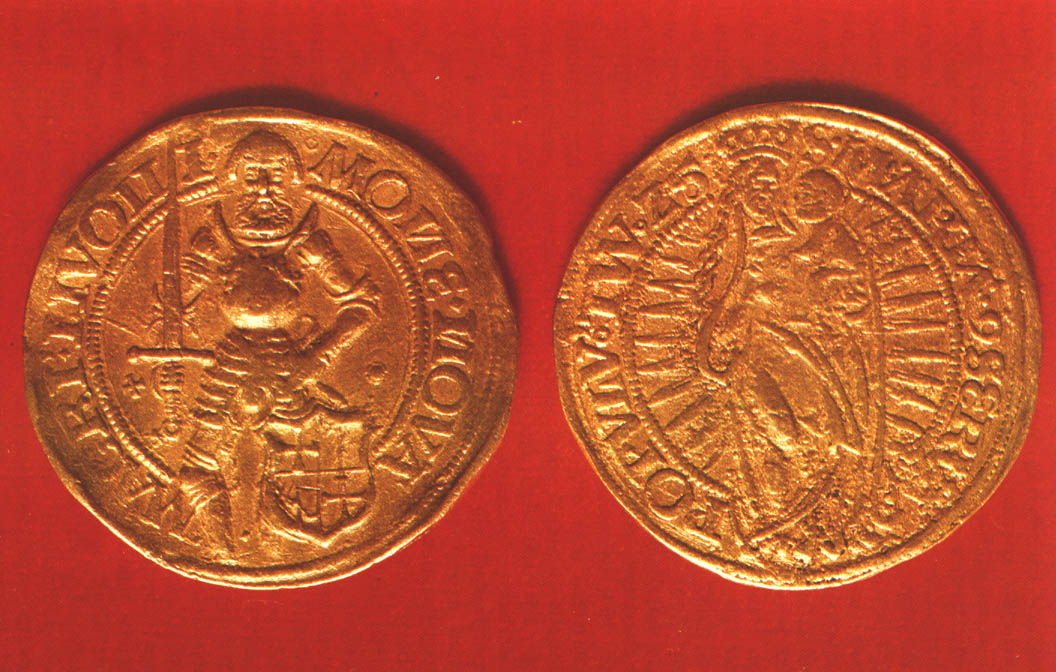

- awers – Postać wielkiego mistrza w zbroi i płaszczu z rękami na tarczy i mieczu, tarcza herbowa wielkiego mistrza, w otoku napis
- rewers – Postać Madonny z dzieciątkiem na tle rozchodzących się promieni, w otoku napis

Moneta wspólna Arcybiskupa Rygii i Wielkiego Mistrza Wolter von Plettenberga
Szeląg – Skojec

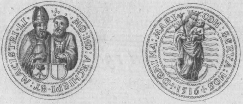

- Rewel, napis: rx: MA-GIS-TR-LIV, VF

Obraz: https://archive.is/20130427211509/www.rustypennies.com/catalog/pix/ca172.jpg
- Rewel, napis VF+

Obraz: https://archive.is/20130427205203/www.rustypennies.com/catalog/pix/ca173.jpg
- 1532, Ryga, napis VF+

Obraz : http://www.rustypennies.com/catalog/pix/ad417.jpg
- 1533, Ryga, napis VF-XF

Obraz: http://www.rustypennies.com/catalog/pix/ad418.jpg
Fenig
- Rewal, napis ...REVALIE..., VF
- Rewal, napis.REVALIE..., F

Obraz: http://www.rustypennies.com/catalog/pix/ad420.jpg
Obraz: http://www.rustypennies.com/catalog/pix/ad421.jpg

### MonetyGotthard Kettler

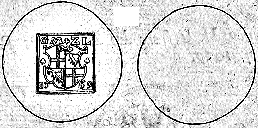

Klipa

## Zakon krzyżackiwMergenthiem(Wirtembergia)

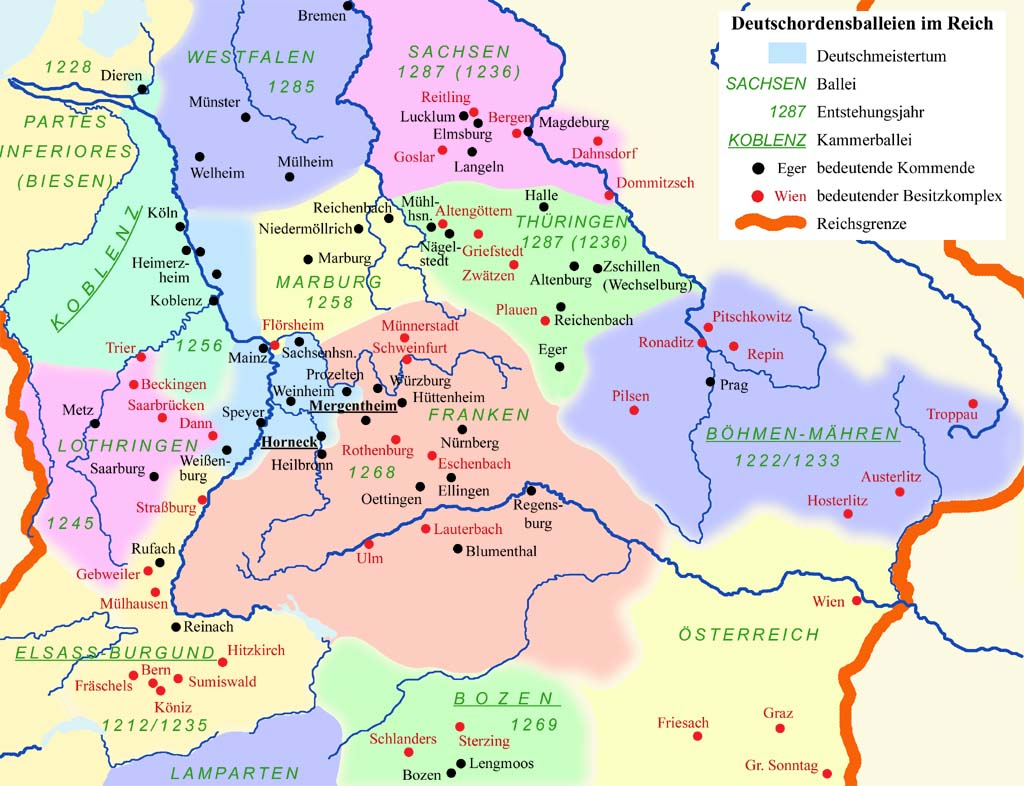
Zakon krzyżacki w Niemczech

Po hołdzie pruskim i sekularyzacji Inflant (Łotwa i Estonia) ostały się głównie domy zakonne na terenie Rzeszy Niemieckiej, gdyż tu znajdowały się najliczniejsze baliwaty. Siedziba wielkich i niemieckich mistrzów została przeniesiona do zamku Mergentheim w Wirtembergii. W związku z przejściem części braci na luteranizm i kalwinizm zakon stał się wspólnotą trzech wyznań – przy czym jednak każdy wielki mistrz musiał być wyznania katolickiego.
W 1801 r. Napoleon I zatwierdził utratę przez zakon posiadłości na lewym brzegu Renu. Po klęsce Austrii w wyniku postanowień układu podpisanego w Bratysławie (26 grudnia 1805 r.) Napoleon pozostawił cały zakon i jego dobra do dyspozycji Habsburgów, zaś w 1809 r. rozwiązał zakon w krajach Związku Reńskiego. Wielki mistrz Antoni Wiktor Habsburg przeniósł siedzibę zakonu do Wiednia. W wyniku tych zmian zakon zatracił ekumeniczny charakter i stał się wyłącznie zgromadzeniem katolickim. W 1834 r. cesarz przywrócił samodzielność zakonowi.

### Monety Walter von Cronberg

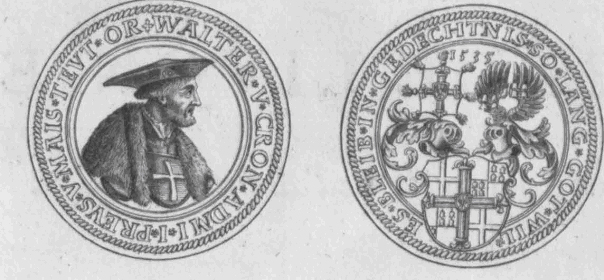

### Monety Henryk VIII von Bobenhausen

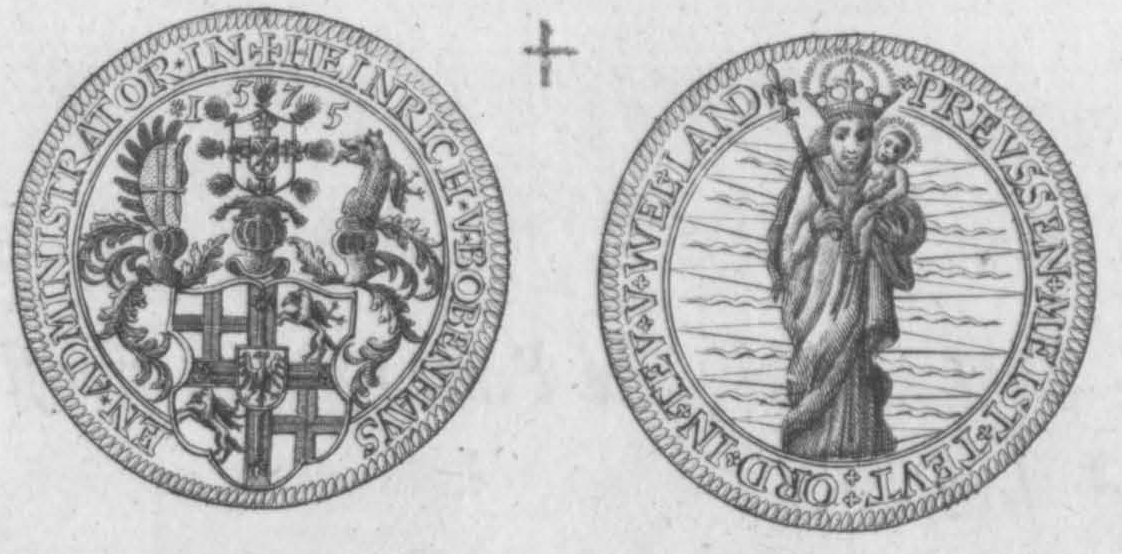

### Monety Karol Habsburg (biskup wrocławski)

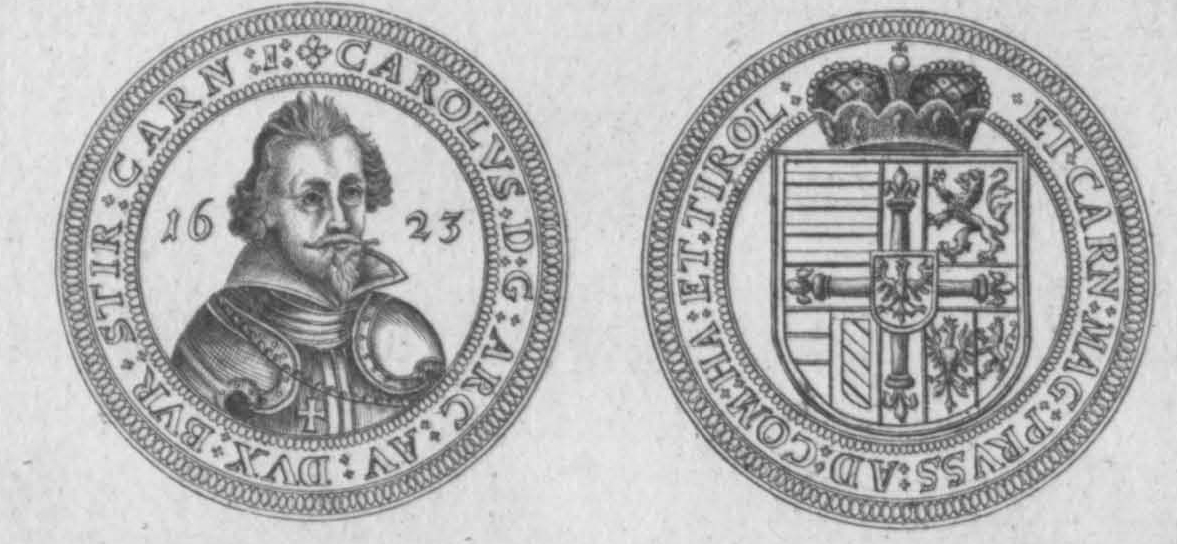

### Monety Jan Eustachy von Westernach

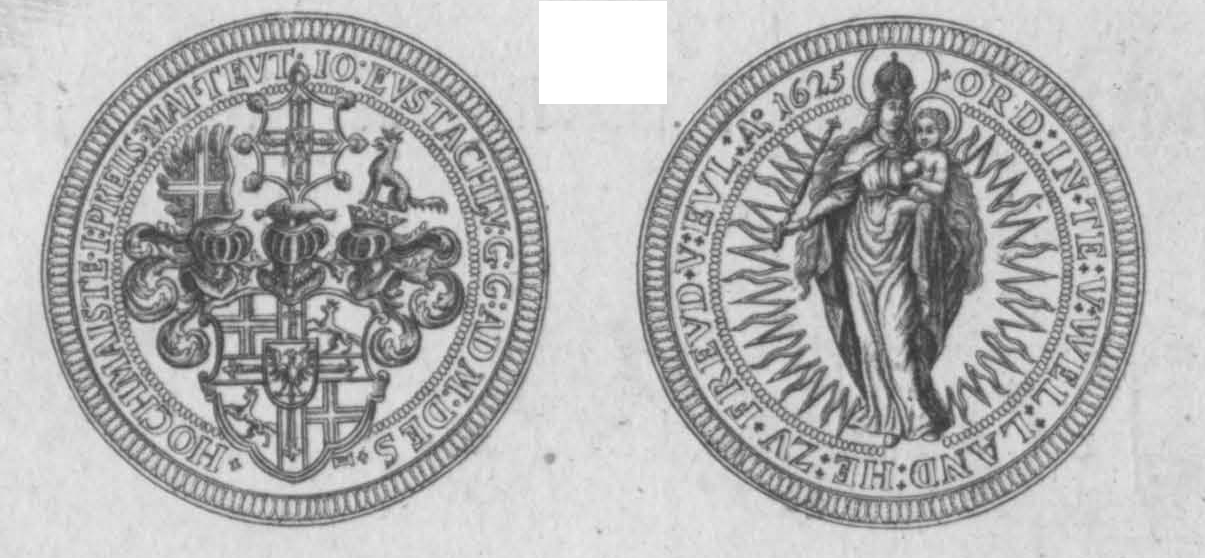

### Monety Jan Kasper I von Stadion

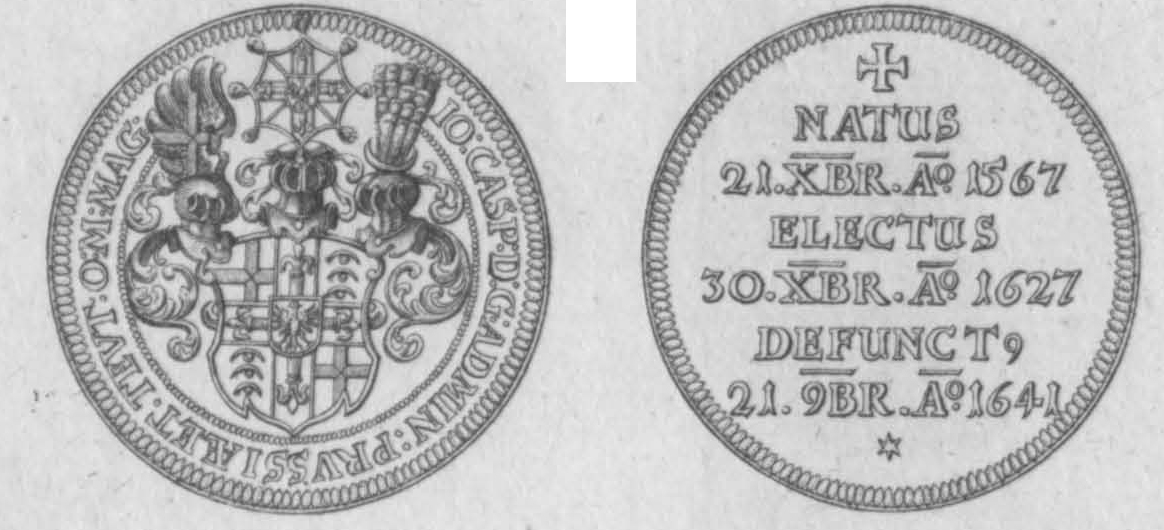

### Monety Franz Ludwig von Pfalz-Neuburg

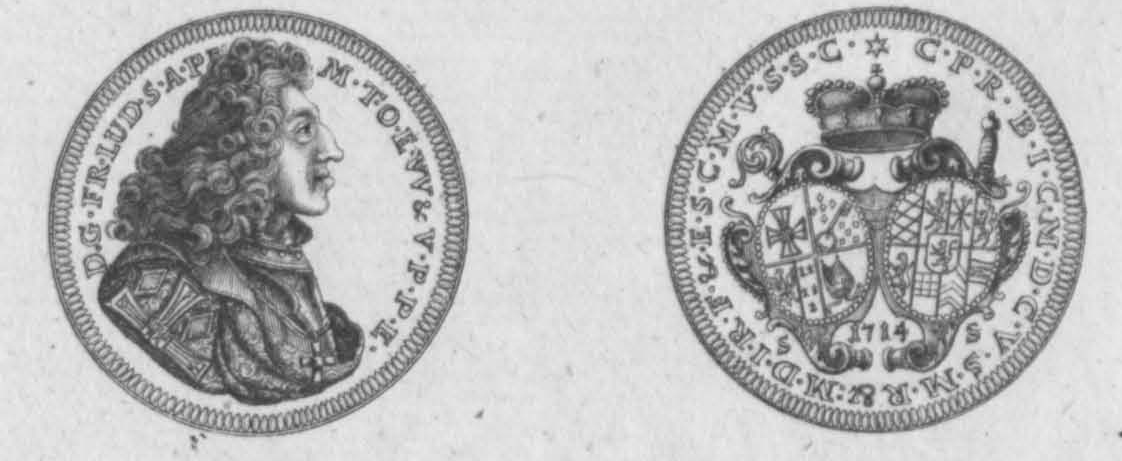

### Monety Klemens August Wittelsbach

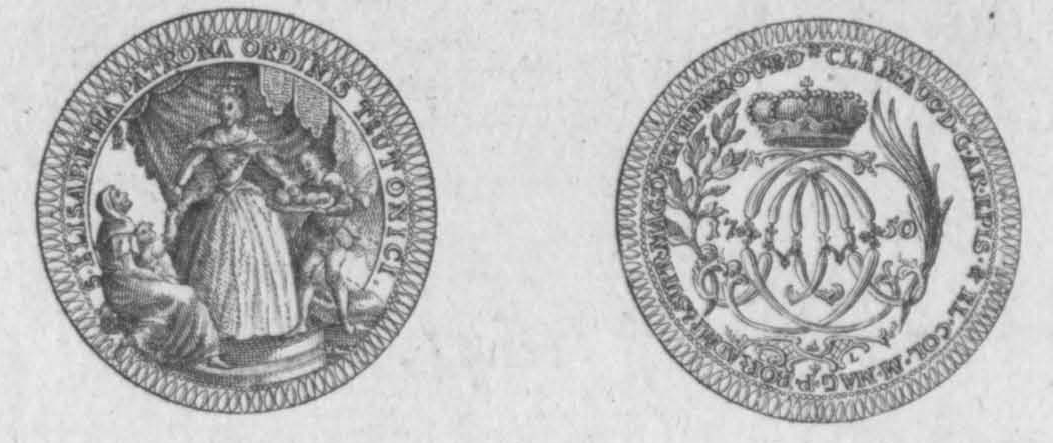

### MonetyMaksymilian III Habsburg

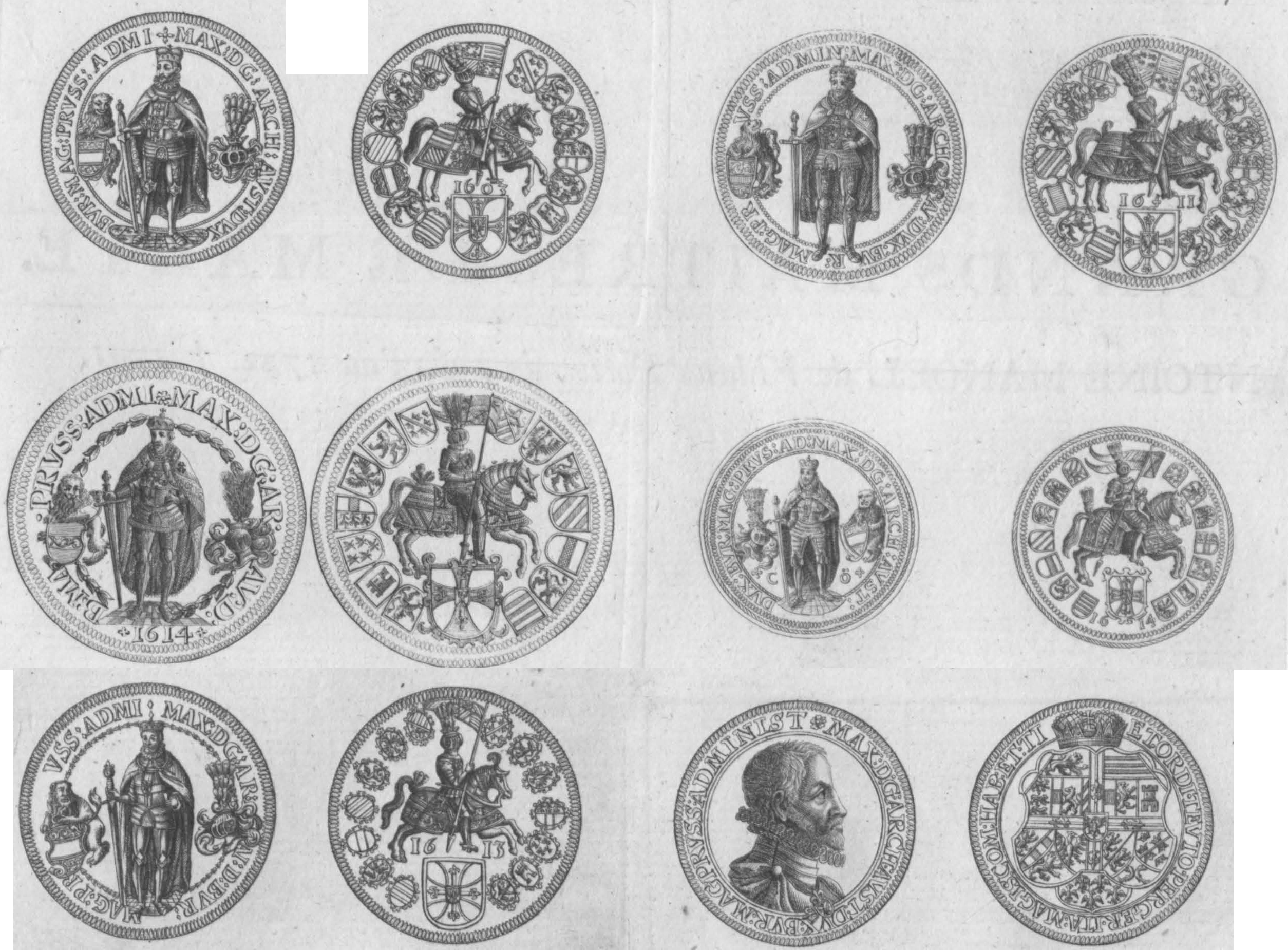

- Talar 1603

### MonetyJan Kasper II von Ampringen

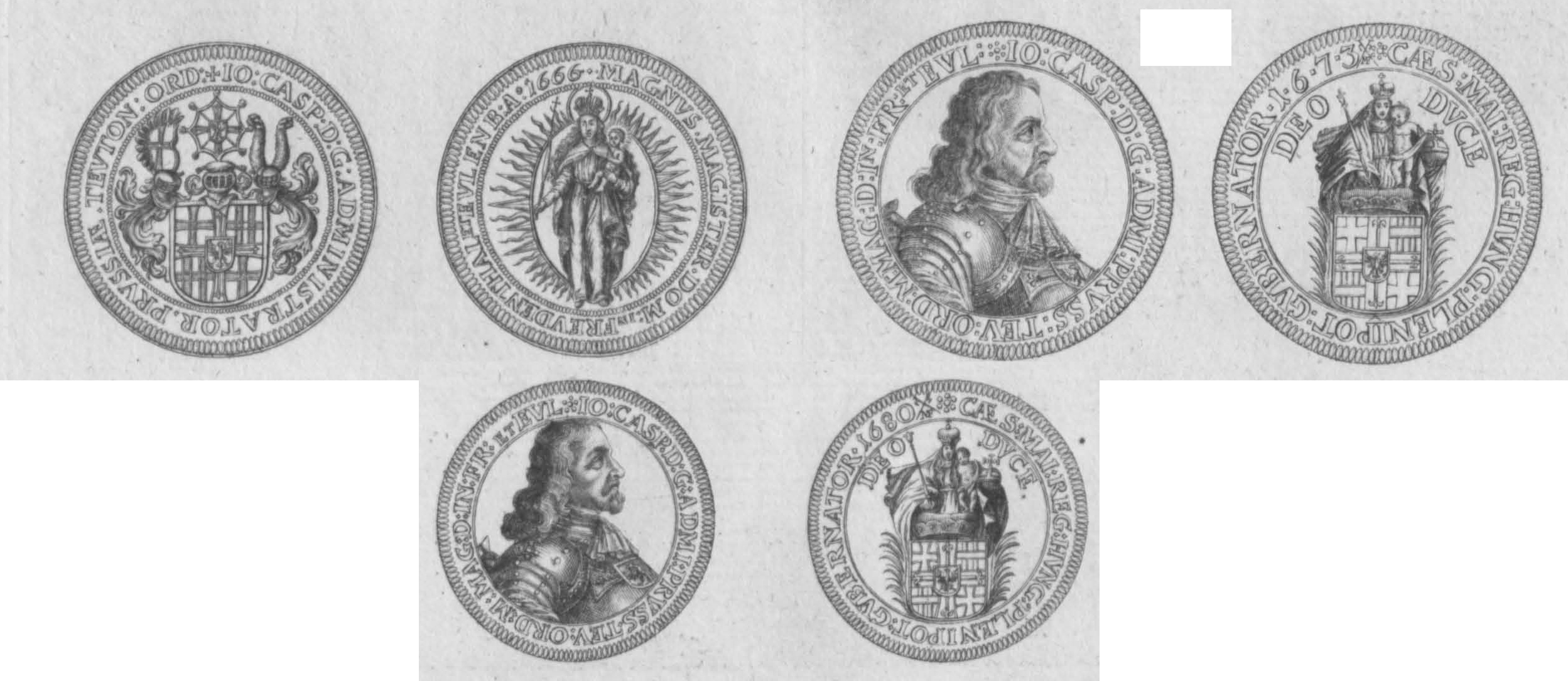

- Grosz 1670
- Grosz 1670 odm.

## Literatura
Podstawową literaraturą tematu są prace historyków i badaczy narodowości polskiej i niemieckiej powstałych głównie w XIX wieku. Mieli oni ułatwiony dostęp do archwaliów, kolekcji i zbiorów monet często dzisiaj zaginionych lub rozproszonych.
- F.A. Vossberg – Geschichte der Preussischen Munzen und Siegel von Fruhester. Zeit bis zum Ende der Herrschaft der Deutschen Ordens – Berlin 1843 rok. http://books.google.com/books?id=JyAPAQAAMAAJ&printsec=frontcover#v=onepage&q&f=false
- F.A. Vossberg – Munzen und Siegel der preussischen Stadte Danzig, Elbing, Thorn, so wie der Herzoge von Pomerallen in Mittelalter – Berlin 1841 rok.
- Die Saurmasche Münzsammlung – https://web.archive.org/web/20111220143554/http://www.medievalcoinage.com/saurma/someoldcoins.org/saur/intro.htm
- Marian Gumowski – Mennica Gdańska. Gdańsk 1990 rok.
- Catalog der polnischen Münzen und Medaillen der Mathy’schen Sammlung ... = catalogue des monnaies et médailles polonaises composant le Cabinet Mathy – Publikowany: Danzig : Druck von Edwin Groening, 1858